# Дубки (парк, Сестрорецк)
Центральный парк культуры и отдыха города Сестрорецка (Парк Дубки) — парк в городе Сестрорецке (Курортный район). Включён в состав объекта всемирного наследия «Исторический центр Санкт-Петербурга и связанные с ним комплексы памятников». Площадь парка составляет 60,5 га.
Парк с голландским садом, гидротехническими сооружениями, оборонительным валом является памятником Культурно-исторического наследия Курортного района Санкт-Петербурга. Фортификационные валы были построены для защиты от возможного десанта во время русско-шведской войны 1741—1743 годов. Пригодились эти валы и в 1855 году во время Крымской войны, когда англо-французский флот в течение нескольких часов обстреливал Сестрорецк, но на высадку на берег англичане и французы так и не решились.

## История
Парк «Дубки» Сестрорецкие обязан своим появлением императору Петру I, который 20 сентября 1714 году, возвращаясь по Финскому заливу после Гангутской победы остановился на отдых в дубовой роще на глубоко уходящем в море мысу, вблизи устья судоходной реки Сестры. Отдельные дубы, произраставшие здесь в естественных условиях, достигали возраста 200—300 лет. В 1717 году при участии Петра в рощу была завезена земля и посажено несколько тысяч молодых дубков для развития строительства морского флота. Это самая северная дубрава России.
По указу царя архитектором С. Ванн Звитенном проектируется, а капитаном Алмазовым И. С. строится дворец, защитная дамба, закладываются сады с плодовыми деревьями.

Исторические планы парка Сестрорецкие Дубки
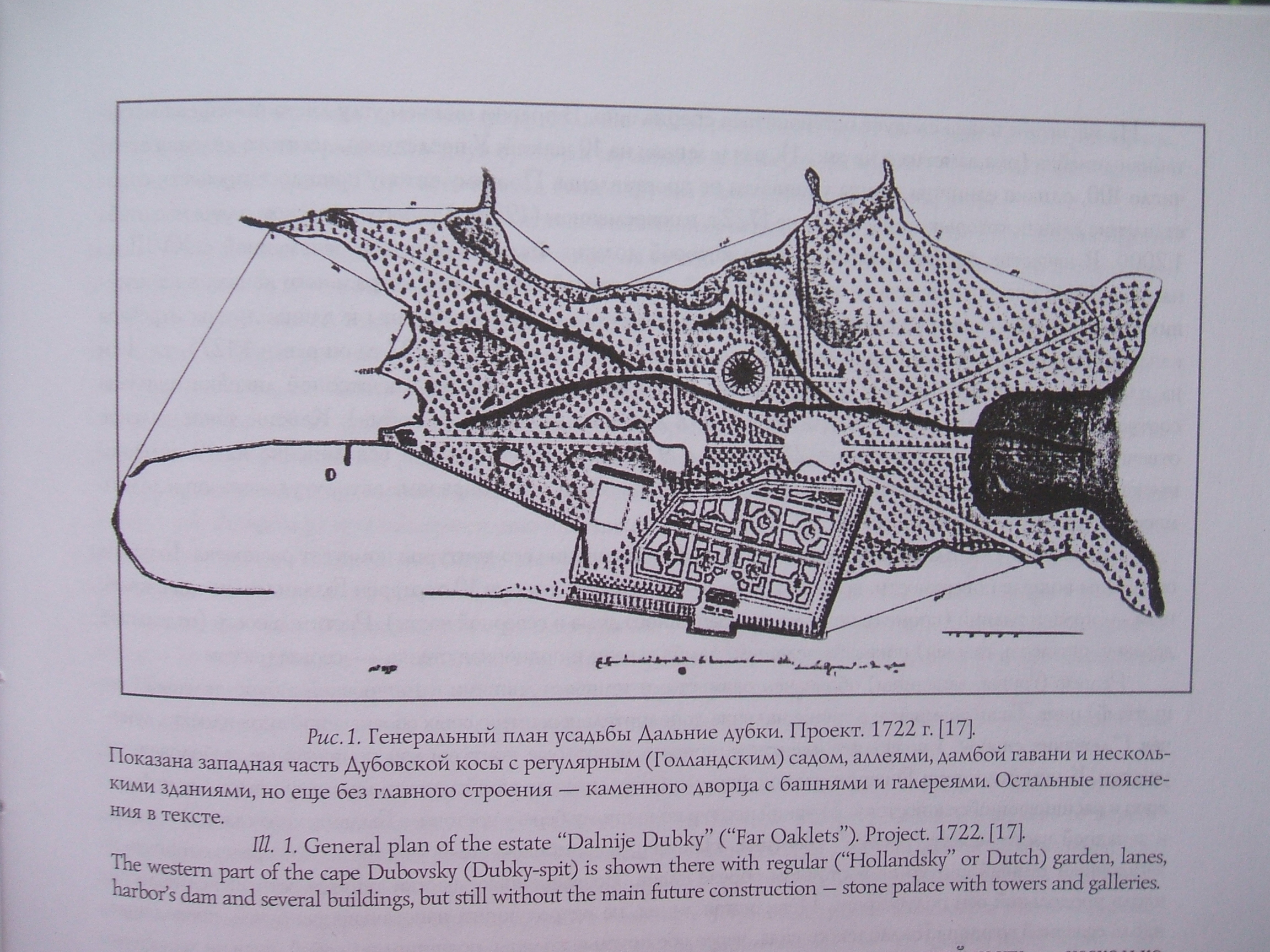
Проект  плана 1722
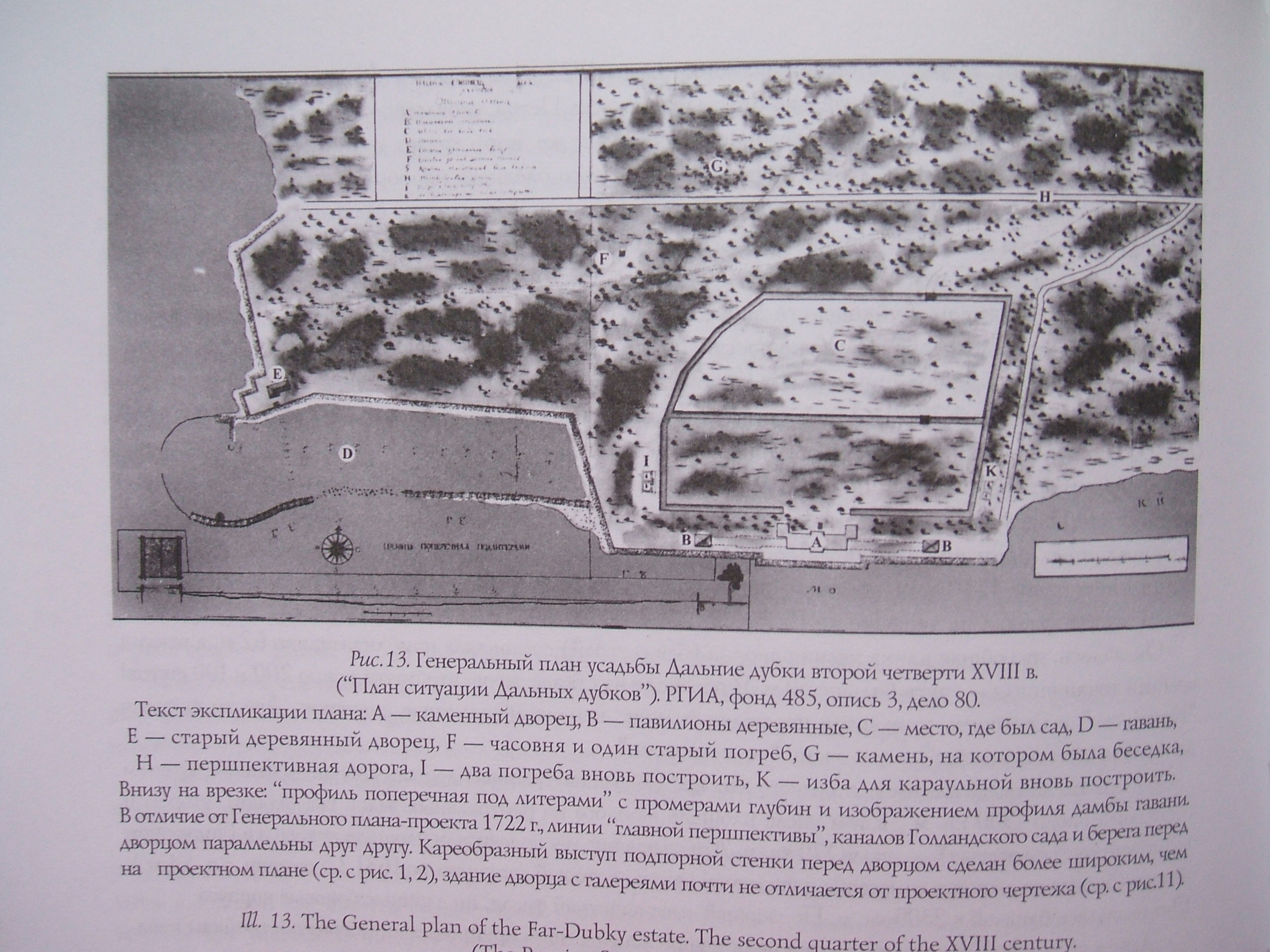
Факт плана  1740
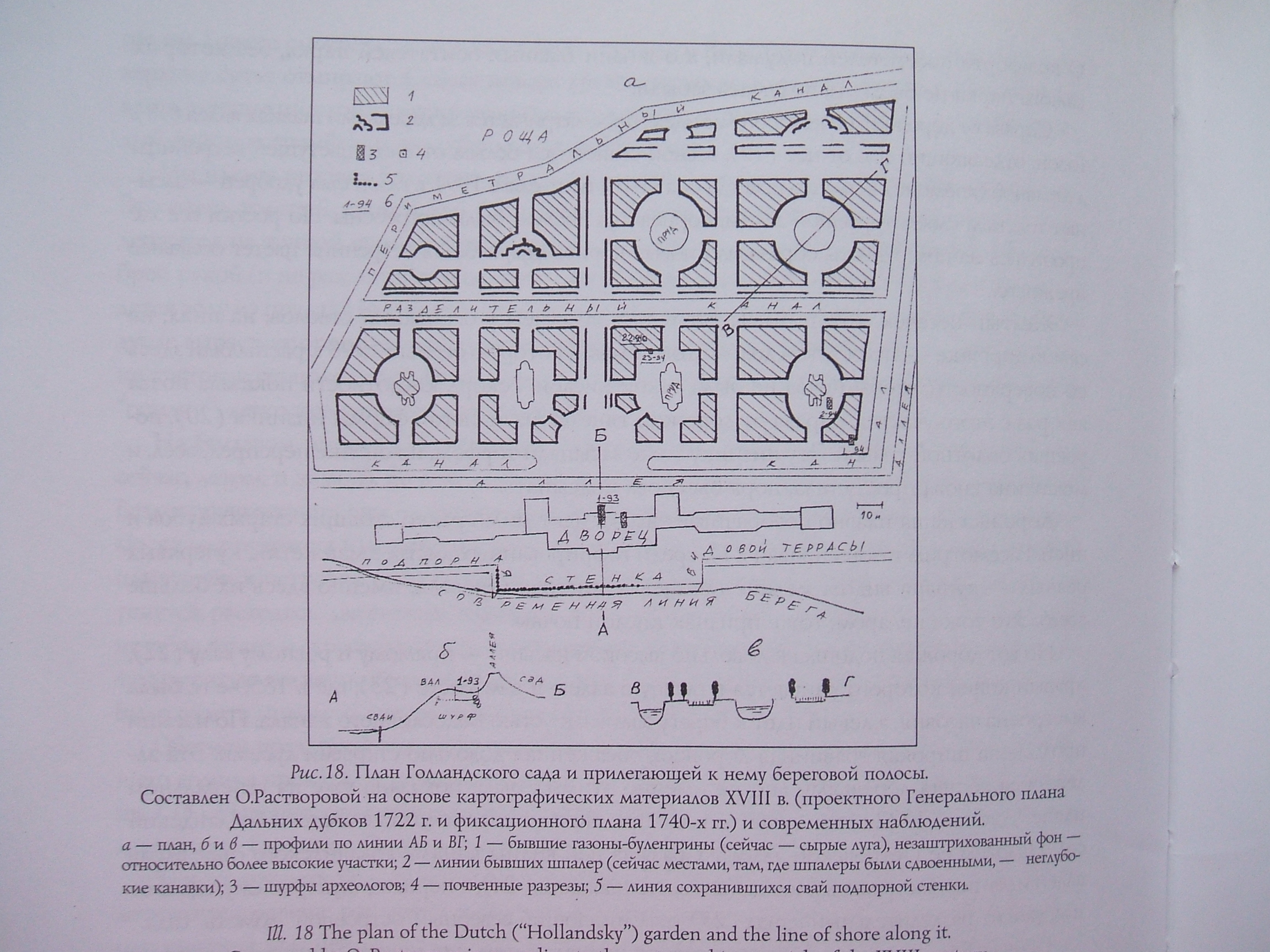
План голландского сада
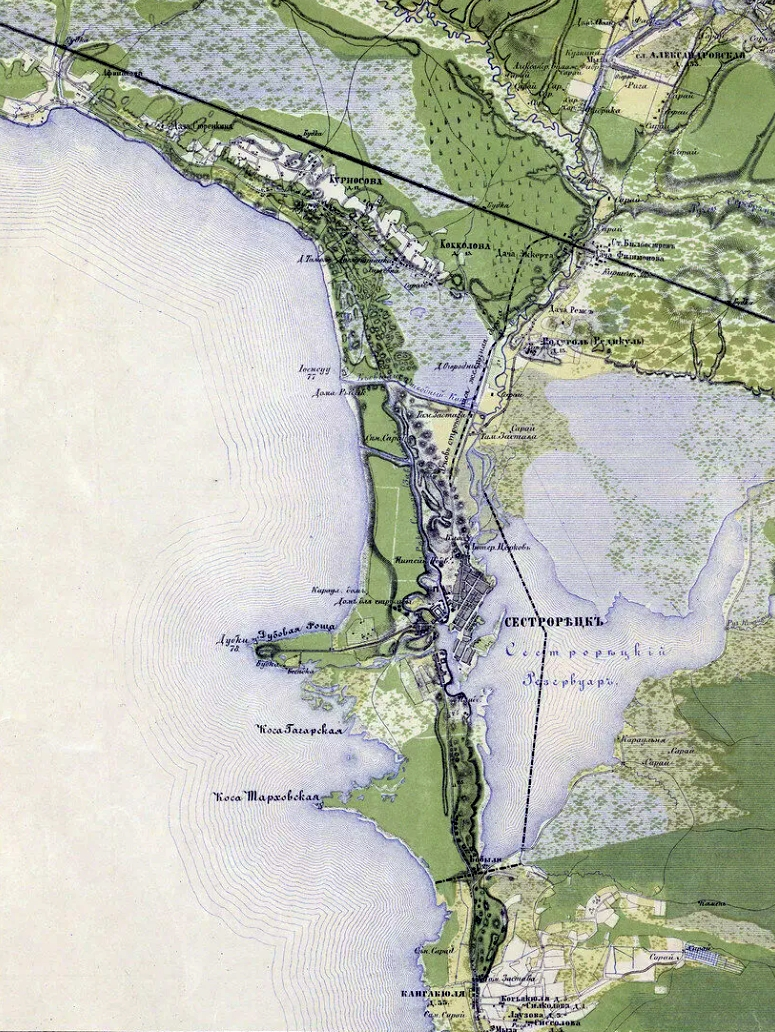
План границ России в XIX веке

Историческая конфигурация мыса Дубковский значительно изменена не только ежегодными бурями и штормами с наводнениями, размывающими мыс, но и во время строительства форта «Тотлебен» (Первомайский) в начале XX века. Во время строительства форта мыс был и складом и перевалочной базой строительных материалов и грунта, которые в тёплые периоды года накапливались на мысу, а в зимний по льду доставлялись на место строительства. Территория была подсыпана, берег выровнен. Работы по восстановлению берегов, строительству защитных гранитных, бетонных и шпунтовых подпорных стенок производятся постоянно.

Исторические Фотографии парка Дубки до 1917 года
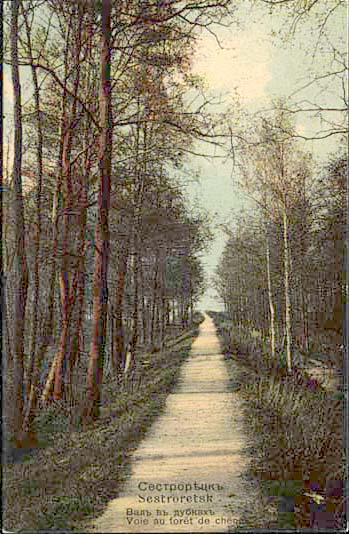
Вал в Дубках
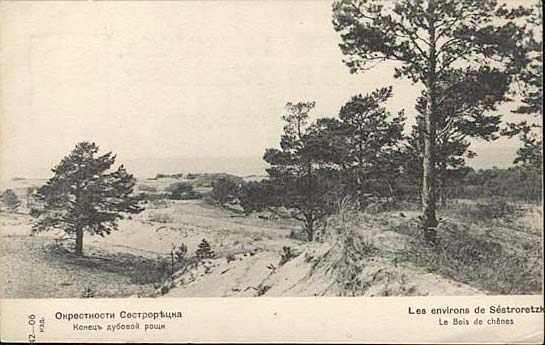
Конец дубовой рощи
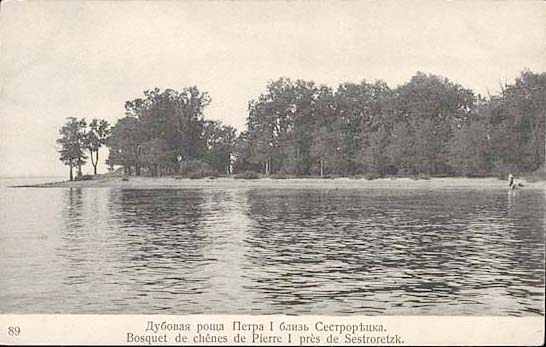
Сестрорецкие Дубки
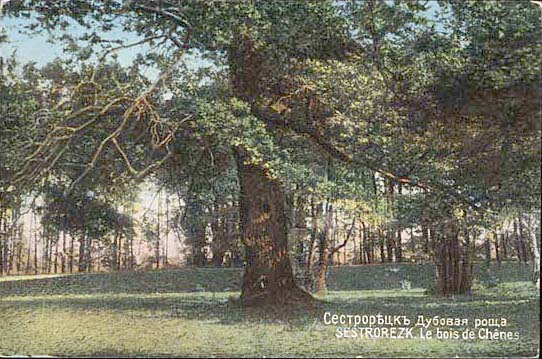
Дубовая роща
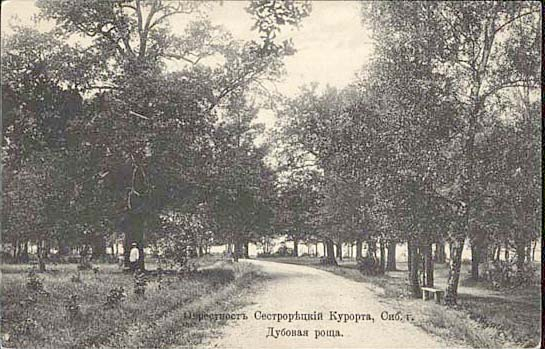
Сестрорецк. Дубки.
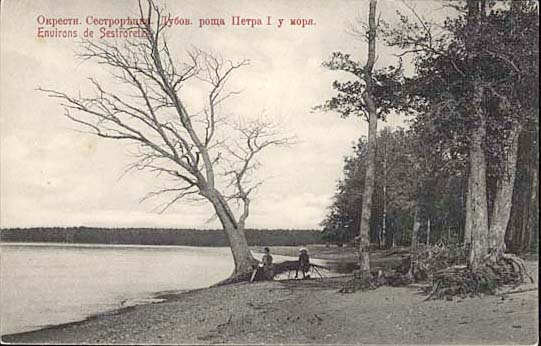
«Дубки» у моря
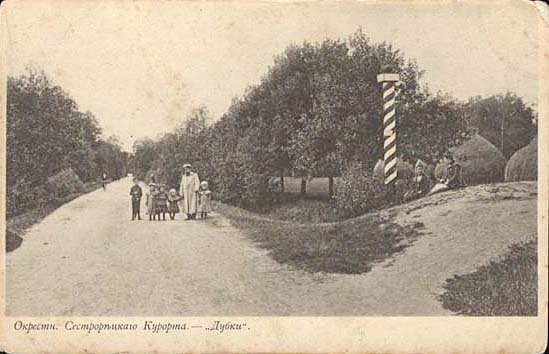
Дубки
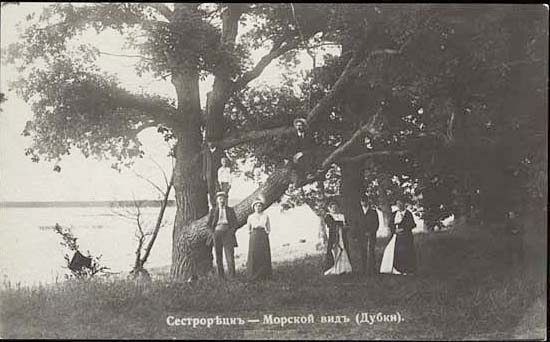
Морской вид
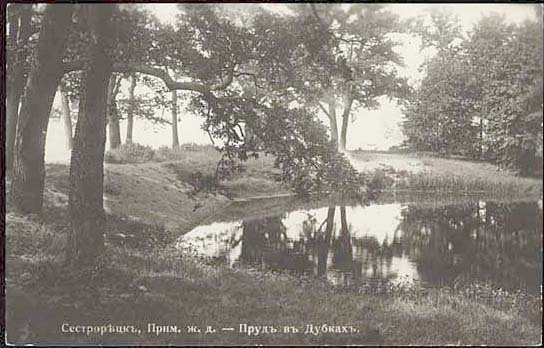
Пруд в Дубках
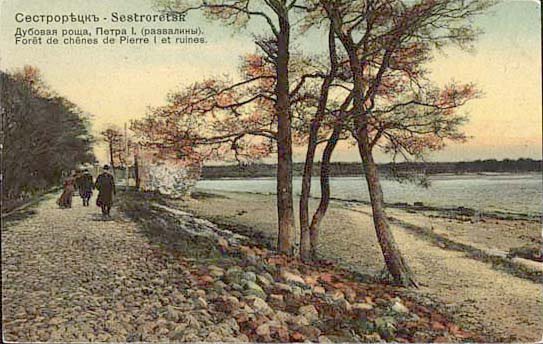
Развалины
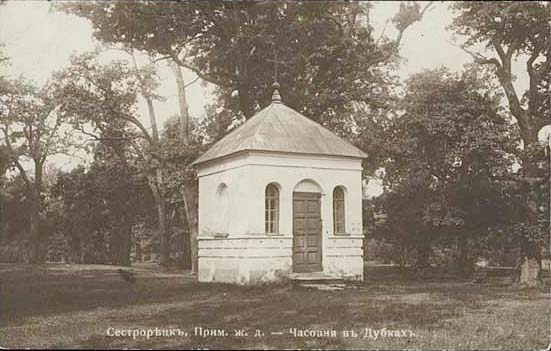
Часовня
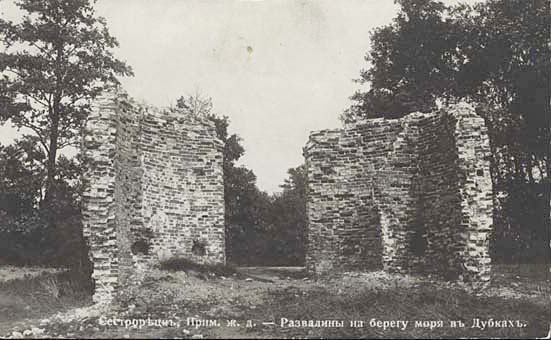
Развалины на берегу
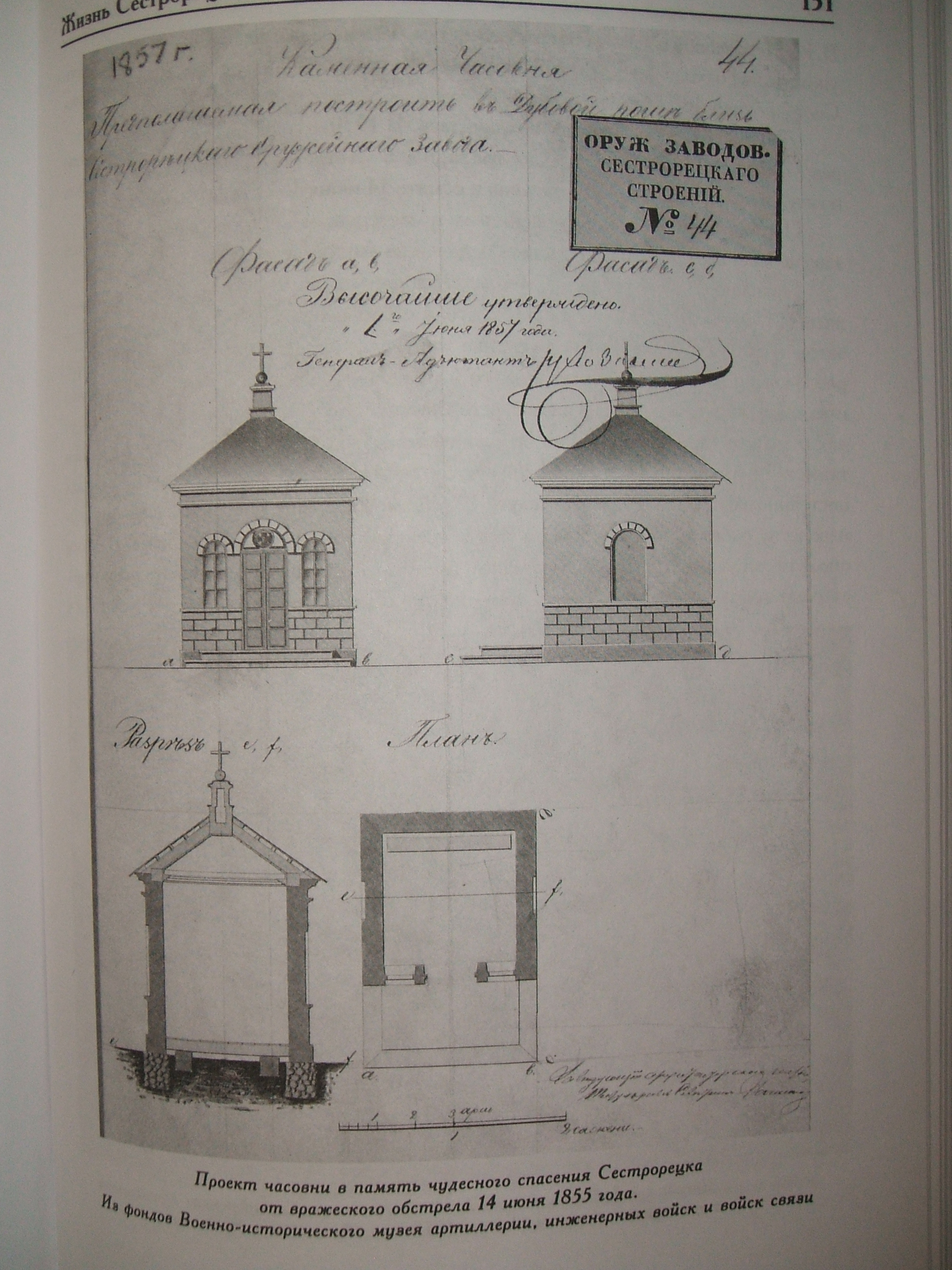
Проект часовни в Дубках.
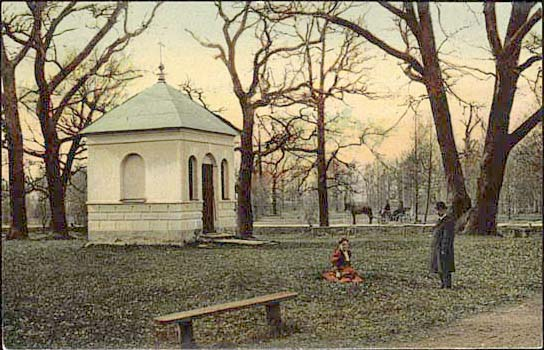
Часовня до 1917 г.

В начале XX века. в уединённых уголках парка нередко проводились маёвки и революционные митинги сестрорецких рабочих.

### Важные даты и события[3]

#### XVIII век
- 20 сентября 1714 — первое посещение Петром I местности у реки Сестры
- 1714 — распоряжение Петра I о постройке летней резиденции
- До 1717 — постройка первоначального (попутного) дома
- 1717 — начало земляных и лесопосадочных работ (привоз «чёрной земли», саженцев деревьев, высадка 2000 деревьев, в том числе 200 самим Петром I).
- Не позднее 1719 — постройка деревянного дворца. Устройство первоначальной гавани в Дубках (достроенной впоследствии в 1722—1724 годах)
- 1719 — начало строительства заводской плотины (Сестрорецкий Разлив)
- 1720 — разметка Петром I места под «огород»
- Не позднее конца 1720 — постройка зимнего (тёплого) дома (ночёвки Петра I в Дальних Дубках в январе-мае 1720 года)
- Не позднее конца 1721 — подготовка к составлению генерального плана усадьбы (обмеры на местности, составление топографической основы)
- Не позднее марта 1722 — составление проекта, оформление чертежа, снятие копии, подписание Петром I.
- Май 1722 — задание Ван Звитену на проектирование каменного дворца в Дальних Дубках.
- 1722 — постройка деревянного дома из 12 покоев близ заводской плотины.
- Не ранее весны 1722 — начало работ по генплану 1722 года.
- 1722 — переброска Петром I большей части рабочих из Стрельны в Дальние Дубки.
- 1722 — поступление в Дальние Дубки строительных материалов (камень, известь, цемент, свинец, доски, железо), инструментов для сада (садовые ножницы) и работ в роще (топоры); посадочного материала (яблони, груши, ильм и буксбом для шпалер), удобрений.
- 1722 — «пункты Петра I» с планом работ на 1723 год. Задание на постройку новой дамбы, указание о новом месте постройки дворца (непосредственно у подпорной стенки, в отличие от генплана 1722). Поручение отделать в 1723 году палаты хотя бы наполовину («чтобы жить можно было») и доделать галереи.
- 1723 январь — подписание Петром I проекта каменного дворца (архитектор С. Ван Звитен).
- 1723, март — поручение Канцелярией от строений капитану И. Алмазову закладывать фундамент каменного дворца (по проекту ван Звитена). Требование Алмазова о присылке архитектора.
- Не ранее весны 1723 — закладка фундамента каменного дворца.
- 1723 — бутка фундамента камнем, возведение кирпичных стен, дополнительный расход кирпича сверх запланированного количества (172 тыс. шт.). Основной объём работ по строительству дворца.
- 1723 — выполнение штукатурных работ и отделка дубом по указаниям А. Квадри.
- 1723 — заявки И.Алмазова и Ф. Де Вааля на присылку материалов (для цветников, бассейнов, работ в оранжерее) и каменщиков.
- 1723 — отправка (Канцелярией от строений) в Дальние Дубки архитектора С. Ванн Звитена.
- 1723 — отчёт мастеров о выполнении штукатурных работ «по показанию мастера Антона Квадри».
- 1723 или 1724 — «Большой рапорт» И. Алмазова Петру I. Закончены: гавань (отделана, камнем нагружена, поднята на 3 венца высоты); «хоромы» (дворец); пристань; «сажелка на камне» беседка на камне в море; новая большая галерея; цветники, бассейны (в Голландском саду); аллеи и шпалеры в Голландском саду (275 лип и каштанов, шпалерные ильмы); облицовка камнем половины бассейнов и каналов. Продолжаются работы: достройка последней защитной дамбы и сада; облицовка камнем оставшейся части каналов и бассейнов; «повёрстка песком» и засыпка землёй пустых мест между бассейнами.
- 1724, январь 21 — Пётр I в своём Указе велит отыскать находившегося в Дубках шведского садовника и поручить ему выписать из Швеции яблоневые и прочие деревья для украшения своей летней резиденции в Дальних Дубках[4].
- 1724, март — приёмка штукатурных работ в 8 больших и 8 малых палатах дворца.
- 1724 — окончание штукатурных работ по рисункам А. Квадри, окончание работ в бассейнах и цветниках.
- 1724, август 28 — визит иностранных гостей Петра I в новую резиденцию в Дальних Дубках (посещение дворца, сада и «тамошних фабрик»). Высокая оценка всех осмотренных резиденций, в том числе и Дальнедубковской.
- 1724 лето — сдача дворца в эксплуатацию.
- 1724, ноябрь 2 — последнее посещение резиденции Петром I.
- 1725, май 24 — подтверждение Екатериной I статуса резиденции к дворцовому ведомству (Канцелярия от строений) и её воли сохранить там такой же порядок, как в Петергофе или в Стрельне.
- 1725, сентябрь 28 — столярные и плотничьи работы в галереях, замена временной крыши из гонта железными кровельными досками.
- 1725, ноябрь 12 — приезд А. Меншикова, сделавшего распоряжения по благоустройству резиденции.
- 1726, февраль — отправка из Петергофа 4х плотников «к делу галерей, лестниц и шпица».
- 1726, апрель 27 — переделка куполов во «флюгерах» (флигелях) дворца под руководством шпичного и кровельного мастера Г. ванн Болеса.
- 1727, май 30 — ордер князя А. Меншикова, содержащий указ Петра II об утрате Дубковской усадьбой статуса царской резиденции и передаче её в ведение Адмиралтейской коллегии. Приказ о демонтаже интерьеров, об описи и подготовке к вывозу деревьев ценных пород.
- 1727, июль 1 — посылка канцелярией от строений в Дальние Дубки бригады из печников, 16 работных людей и матросов на двух больших «шхерботах» для вывоза из дворца полов. Панелей дверей, печей, оконниц и проч. С передачей в новостроящийся дворец Петра II, а инструментов из оранжерей и «машины, что на пруду стояла» в Петергоф.
- 1727 — передача зеркал, драпировок, мебели в Гофиндендантскую контору. Пожертвование иконостаса и всех церковных принадлежностей в Петропавловскую церковь при Сестрорецком заводе.
- 1735, июль — именной указ Анны Иоанновны о передаче Дальних Дубков от Адмиралтейской коллегии в ведение управляющего Главной артиллерийской канцелярией В. Де Геннина.
- 1740—1743 — устройство маяков (сигнального телеграфа) по берегу залива от Дубковской гавани до устья р. Сестры. Устройство фортификационных валов для защиты от возможного шведского десанта.
- 1740-е — составление генерального плана усадьбы Дальние Дубки (с фиксационным планом дворца).
- 1741-1743 года — сооружение земляных укреплений в ходе русско-шведской войны[5].
- 1743, январь — разрушение Устьрецкой гавани наводнением с навалом льда. Дубковская гавань остаётся единственной.
- 1745, осень — сильная буря и наводнение. Разрушение Дубковской гавани.
- 1746 — передача места под дворцом и дубковской пристани Сестрорецкому оружейному заводу.
- 1748 — выполнение копии чертежа и фиксационного плана дворца архитектурным учеником П. Дружининым.
- 1748, август 4 — посещение Елизаветой Петровной Дальних дубков и рощи «со значительно во многих местах разрушившимся дворцом». Назначение караула и садовника для сбора орехов, а также плодов в оранжереях и бригады рыбаков для ловли рыбы к столу императрицы.
- 1752, ноябрь — разрушение волнами набережных галерей с железными решётками перед дворцом. Прекращение надзора за оранжереями. Разрушение дворца.
- 1756 — ремонтные работы в Дубковской гавани (после разрушения волнами в 1740-х годах).
- 1762 — «полуразвалившееся от времени дворцовое здание в Дубках по распоряжению Правительства было сколь возможно исправлено, перекрыто и до совершенного разрушения служило вместо складочного магазина для заводского провианта, выгружаемого у Дубковской пристани». Дубковская лесная дача стала собственностью оружейного завода, туда никого не пускали, там косили сено для заводских и офицерских лошадей — и так продолжалось очень долго[6].
- До 1782 — постройка близ гавани башни для помещения команды, охранявшей дворец до полного его разрушения.
- 1781—1782 — разборка Дубковского дворца на кирпич, который использован для постройки церкви Петра и Павла в Сестрорецке.
- 1788 — устройство земляного вала, отделяющего Дубковскую рощу от Сестрорецка, а также насыпей в роще близ гавани — для защиты от возможного нападения войск шведского короля Густава III.
- 1792, июль — посещение А. В. Суворовым Дубковской рощи с развалинами дворца.

#### XIX век
- 1805, июль 12 — посещение Дубковской рощи Александром I.
- 1847 — постройка конно-железной дороги через дубовую рощу от пристани к заводу.
- 1849—1852 — постройка шоссе через дубовую рощу от пристани к заводу.
- 1853, 21 сентября — разрушение шоссе наводнением. Гибель десятков дубов.
- 1855, 14 июня — обстрел Сестрорецка и дубовой рощи англо-французской эскадрой в ходе Крымской войны[7].
- 1857 — построена часовня в память событий Крымской войны. Простояла до 20-х годов XX века. У часовни церковной службой заканчивался крестный ход, который проводился в ближайший к 14-му июня воскресеный день — это день рождения Петра I. Крестный ход начинался у Петропавловской церкви в Сестрорецке.
- 1858 — постройка в Дубковской роще священником П. Лабецким каменной часовни в память Крымской войны.
- 1873, 2 октября — разрушение наводнением и бурей восстановленного дубковского шоссе и двух деревянных мостов в дубой роще. Гибель десятков деревьев.
- 1873 — дендроинвентаризация петровских дубов. Насчитано 1056 деревьев.
- 1882, 20 апреля  — повторная инвентаризация. Насчитано 1286 деревьев.
- Конец 1880-х — передача Дубковской рощи в Министерство государственных имуществ. Территория становится общедоступной, там появляются огороды сельских обывателей.
- 1898, май 2 — в Сестрорецке проводят самый первый праздник лесонасаждения. На специальном поезде прибыли полторы тысячи учащихся СПб, чтобы в праздничной атмосфере сделать в парке массовые посадки новых деревьев. Эти праздники стали регулярными. Рядом с парком устраивается зоологический сад, и парк для увеселения с кружком балалаечников под управлением Николаева.
- 1889, май 22 — открытие сада отдыха «Дубки» в селении Сестрорецк. Дата основания Парка культуры и отдыха «Сестрорецкие Дубки».
- 1893 — расчистка Голландского сада от берёзы и ольхи (704 дерева).

#### XX—XXI вв.
- 1904 год —

устройством увеселений в парке «Дубки» стал заниматься крестьянин Московской губернии, Коломенского уезда, села Белых Колодезей, Иван Алексеевич Маринин. В мае 1904 года он возбудил ходатайство о разрешении открыть ему семейно-увеселительный сад «Дубки» в Сестрорецке, на предстоящий летний сезон. С ним в компаньонах выступала вдова крестьянка Тверской губернии, Ржевского уезда, Жуковской волости Татьяна Егоровна Михайлова. Они заключили соглашение в том, что она отдала ему в аренду часть земли, доставшуюся ей от мужа Е.Михайлова, в количестве 3000 кв. сажен с постройками, приспособленными для сада: 1-е здание для сцены, 2-е здание для буфета, 3-е здание для музыкантов, 4-е ларька для торговли, 5-е здание для кассы с двумя отделениями, 6-е здание для м. и ж. уборной, 7-е погреб, сроком на три года (с 20 апреля 1904 г.) и ценою за наём по 250 руб. в год.
Маринин обязан был наблюдать за чистотой и опрятностью сада и зданий, а также за соблюдением порядка и тишины. Деньги, за арендуемую землю и помещения, Маринин платил за год вперёд. Михайлова выговорила в соглашении себе право: беспрепятственно гулять в саду с утра до 6 часов вечера всей семьёй, а в воскресенье — с утра до 1 часа дня, выдавать ей на вечерние в парке гулянья один бесплатный билет на 4 персоны, и в театр на два первые места на скамейке.
На летний сезон 1904 года в сад «Дубки» в Сестрорецке были приглашены артисты и служащие: режиссёр Иванов-Нечаев А. П., пом.реж. Поляков И. П., артист Ракитин А. В., артистки Арнольд Е. И., и Искрицкая Ю. И., суфлёр Петровский Н. В. В программе были драматические спектакли: «Лес», «Ревизор», «Вражья сила», «На дне», «Две сиротки», «Каширская старина», «Князь Серебряный», «Шейлок», «Разбойники», «На бойком месте», «Борис Годунов», «За монастырской стеной», «Со ступеньки на ступеньку», «Коварство и любовь»; водевили и комедии: «Под душистой веткой сирени», «Денщик подвёл», «Жилец с тромбоном», «Комета в уездном городе», «Виц-мундир», «Жена на прокат», «Домашний стол». По праздникам были детские гуляния от 1 часа до 5 часов вечера с играми дивертисментами, фокусниками, клоунами, дуэнистами, жонглёрами, гимнастами, хором гармонистов и др.

- 1943 — В ночь на 1 февраля личный состав ДОТа на территории Парка совместно с частями береговой обороны отразил атаку финской разведгруппы
- 1948 — 1950 — восстановление и реконструкция парка по проекту архитектора Кирхоглани, Валериана Дмитриевича[9]
- 1964 год В парке Дубки работает однодневная база отдыха, принимающая в Пн, Ср, Сб до 100 человек, а в Вс 300 человек, к их услугам двух разовое питание в ресторане, кино, лодочная станция, аттракционы, настольные игры[10].
- 1970 год. В парке Дубки планируется земснарядом ВолгоБалт вычистить от ила и наносов в объёме 75 тыс.м3 за полтора месяца большой Петровский пруд и в заболоченной части парка делается котлован для лодочной станции на 100 лодок и 5 катеров, вынутые 5тыс.м3 грунта пойдут на подсыпку заболоченной части парка. Начинает работу конно-спортивная школа в Дубках[11]
- 1973 — в «Дубках» открылось новое кафе на 60 мест[12]. На мысе Дубовский строители СУ-1 сделали бетонную облицовку берега и защиту мыса стенкой из металлического шпунта[13].
- 1974 — в летнем театре парка по выходным регулярно выступают Народные и заслуженные артисты страны[14].
- 1977 — В 1976 году ущерб от наводнения составил 164 тыс. руб., а на укрепление берега истратили 670 тыс. руб., но дело до конца не довели, защита от волн не создана. Лесотехническая академия ведёт исследования за «черешчатым» дубом, который в этой местности «гость», не выдерживающий заболоченности, больших морозов, засухи, подвержен инфекционным грибковым и вирусным заболеваниям, страдает от вредных насекомых. В парке много дубов с сухими и гнилыми стволами, ветками, дуплами и ранами. Ведутся работы по лечению и удалению больных дубов, работают верхолазы. Ленпроект готовит генеральный план парка. Делаются попытки перевести парк из культпросвет учреждений в музей[15].
- 2011 — 2012 — в парке проведены работы по восстановлению и реконструкции дренажной системы. В 2011 году были устроены открытые дренажные канавы, которые в 2012 году заменили на подземный дренаж.Трубы для подземного дренажа

Трубы для подземного дренажа

- 2013 год, 24 октября — состоялась конференция посвящённая году Голландии в ЦБС им. М. М. Зощенко. В планах развития парка предполагается строительство защитных сооружений от наводнений в виде восстановления Петровского защитного вала и строительство запорного шлюза. Это позволит восстановить Голландский сад в первозданном виде. Для оздоровления и лечения высокоствольной растительности в парке будут спилены в 2014 году все 70 старо-возрастные больные дубы, по контракту с ООО «ПИК»[16].
- 2016 год, вышла в свет книга Л. И. Амирханова Заповедная дубовая роща Петра Великого (парк «Дубки») в Сестрорецке, в которой приведены некоторые неизвестные ранее факты[17].

## Дворец

Макет Дворца Петра I

Место, где был дворец

Памятник Петру I

На мысу закладывается одна из царских резиденций на побережье Финского залива, где Пётр I отдыхал во время своих многочисленных походов и путешествий.
В начале XVIII века здесь непродолжительное время находилась одна из загородных царских резиденций. Каменный трёхэтажный дворец, соединённый галереями с деревянными павильонами в основном был построен с 1719 (по другим данным с 1723) по 1725 годы и в последний год жизни хозяина показан на Петровской ассамблее 28 августа 1724 года зарубежным гостям. Декоративность здания достигалась единством с ландшафтом, динамичной линией фасада, контуром крыши и изящной восьмигранной башенкой «лантерином», увенчанной высоким шпилем для подъёма императорского штандарта на высоту 100 футов. Облик здания рассчитан на вид с моря, в стиле «Морской пафос». Широко раскинулись над морем дворец с галереями на дамбе, для которых сад и роща служили задним фоном.

Проект дворца Петра I

Общая длина дворца без галерей была 62 м, с галереями 185 м, высота крайней точки шпиля 30 м. Общая площадь 1300 м². Здание трёхэтажное по центру и двухэтажное по краям. Главные залы на каждом этаже по 170 м². Маленькие комнаты (10 м².) находились в боковых флигелях. Там же со стороны сада во внутренних углах карэ были дверные выходы. Главный вход был по центру через маленькие комнаты главного здания со стороны морского фасада. Одна из этих комнат была лестничной. Вестибюль, он же парадный, пиршественный (ассамблейный) зал 170 м². был 2х светный. На первом этаже также было 11 помещений (всего более 30) сообщавшиеся анфиладой с 2я осями дверных проёмов вдоль южного и северного фасада. Все помещения были отапливаемыми печами и каминами. По величине этих параметров дворец средней величины по сравнению с ранее построенными дворцами Санкт-Петербурга и Петергофа. Галереи, вплотную примыкавшие к торцам главного здания, представляли узкий навес на лёгких столбах — колоннах, располагавшихся в две линии и сдвинутых в каждой линии попарно, но средняя часть галерей была расширена, так что навес опирался на четыре ряда колонн.
История сохранила имена некоторых персоналий, принимавшие участие в создании императорской резиденции в Сестрорецких Дубках:
- архитектор Стефан ван Звитен
- палатный мастер, рисовальщик и устроитель голландского сада Франсуа де Вааль
- садовник Олаф Удельфельт
- штукатурных и лепных дел мастера Антонио Квадри и Семён Борисов
- столярный мастер Мишель
- шпичных и кровельных дел мастер Гарман ванн Болес
- кровельных дел мастер Константин Генекрей
- плотники Фёдор Нивин, Ефрем Колпаков, Михаил Албанов, Матвей Боклинов
- руководитель строительства капитан Алмазов Иван Семёнович

Историк архитектуры так описывает создание дворца:

Совсем иначе был задуман дворец в Дальних Дубках, постройку которого ван Звитен производил в одно время с Подзорным. В эрмитажном собрании чертежей Петровской эпохи сохранился генеральный план этого загородного имения, которое очень любил Пётр 1, часто сюда наезжавший, как видно из записей камерфурьерского журнала за последние пять лет жизни государя. На этом плане, по обыкновению того времени, архитектор нанёс на соответственных местах обширной усадьбы, как бы с птичьего полёта, все отдельные её постройки, которых вместе с главным дворцом было одиннадцать. (Чертёж снабжён надписью: «Копия сплана Дубков которой подписан рукой Его Императорскаго величества сходна Stevan van Zwieten 1722 den 19 mai». Дальние Дубки, названные так в отличие от Ближних, были расположены как раз против Петергофа, на противоположном берегу залива, верстах в десяти от Лисьего Носа). Все здания здесь до того просты и так с виду невзрачны, что скорее напоминают усадьбу средней руки помещика, чем дворец. Пётр, недолюбливавший, по свидетельству современников, обширные помещения и живший всегда в маленьких низких комнатах, заводил пышные дворцы скорее для Европы чем для себя лично. Возможно, ему хотелось завести под Петербургом интимный уголок. который не имел бы ровно ничего дворцового и где бы он чувствовал себя простым помещиком. Такой уголок и создал ему ван Звитен в Дальних Дубках, превратив тамошнюю дубовую рощу в голландскую загородную ферму. Архитектуры там, в сущности, и не было, а были простые хозяйственного типа, «каменные ящики» с окнами. (Берхгольц занёс в свой дневник под 1 мая 1723 года: «В этот день император на рассвете отправился водою в новый увеселительный дворец, который стоит прямо против Петергофа, на очень приятном месте. Он возведён года два тому назад, и его величество, как говорят, отменил большие постройки в Стрельне-мызе, с тем чтобы назначенные на них деньги употребить на него». В августе 1724-го Берхгольц вместе с целым обществом иностранцев опять был в Дубках, где существовал уже большой сад. В этом году там происходили ещё кое-какие штукатурные работы). Однако вскоре дворец был заброшен и затем разобран. (Указом Екатерины 1 от 21 марта 1727 года ван Звитен был уволен за то, что «в делах своих явился неисправен»).

После императрицы Екатерины I, наследник Пётр II переносит столицу в Москву и в 1727 году, после одного из разрушительных наводнений и бури исключает дворец из списка царских резиденций. При отсутствии средств на содержание из дворца были вывезены (А. Д. Меншиковым) ценные детали внутреннего убранства и строительные изделия, в том числе окна. Дворец стал одной из хозяйственных построек (складом) Сестрорецкого оружейного завода. В 1782 году остатки стен были разобраны и использованы на строительство храма Петра и Павла в центре Сестрорецка.

## Голландский сад
Планировка парка и голландского сада произведена в период с 1723 по 1725 годы.
При закладке садов был использован известный голландский способ освоения затопляемых и мелководных побережий моря: защитной дамбой отгораживается от моря осушаемое мелководье, прорезаемое дренажными каналами по которым вода стекает в пруд и откачивается в море «машиной, что на пруду стояла». Исторически это место получило название голландский сад сохранивший первоначальную планировку до наших дней, хотя и заросший дикорастущими растениями. Контуры клумб и булегринов, а также углублённых на 0,5 м канальчиков и прудиков внутри клумб при скошенном травостое легко просматриваются спустя почти 300 лет. По другой версии сад получил названия голландский из-за регулярной прямоугольной планировки клумб и дорожек. При Петре в саду были огород, оранжереи, газоны, пруды, шпалеры. Земля была привозная. В саду высаживались каштаны, яблони, ильм, буксбом, грушевые и вишнёвые деревья, привезённые из Швеции. В саду широко использовались бордюры и шпалеры из коротко подстриженных кустов и небольших деревьев. В центре квадратов с клумбами устанавливались скульптуры, вокруг высаживались небольшие деревца.
Главные каналы сада имели ширину более 6 м и были судоходными для небольших лодок. Мостов не было. Передвижение допускалось только речным (морским) транспортом, что было свойственно Петру I.

## Оборонительный вал
Защитный (Петровский) вал был возведён при Петре I, для охраны царской резиденции и защите от наводнений. При угрозе русско-шведской войны 1741—1743 Петровский вал использовался для целей обороны. Второй раз для защиты от войск шведского короля Густава III оборонительные валы укрепляли в 1788 году, и которые послужили во время Крымской войны — 14 июня 1855 года, когда при обстреле англо-французским флотом погиб российский младший офицер. Англо-французский десант высадиться не посмел. В честь этих событий в парке была возведена местным священнослужителем П. Лабецким в 1858 году часовня. Часовня была разрушена после 1920 года.
В дальнейшем для целей обороны в Финском заливе были созданы целые системы препятствий для морского флота: ряжи, сваи, каменные навалы и т. д. Плавание стало возможным только строго по фарватеру с заходом в водосливной канал.

Водосливной канал «Шипучка»

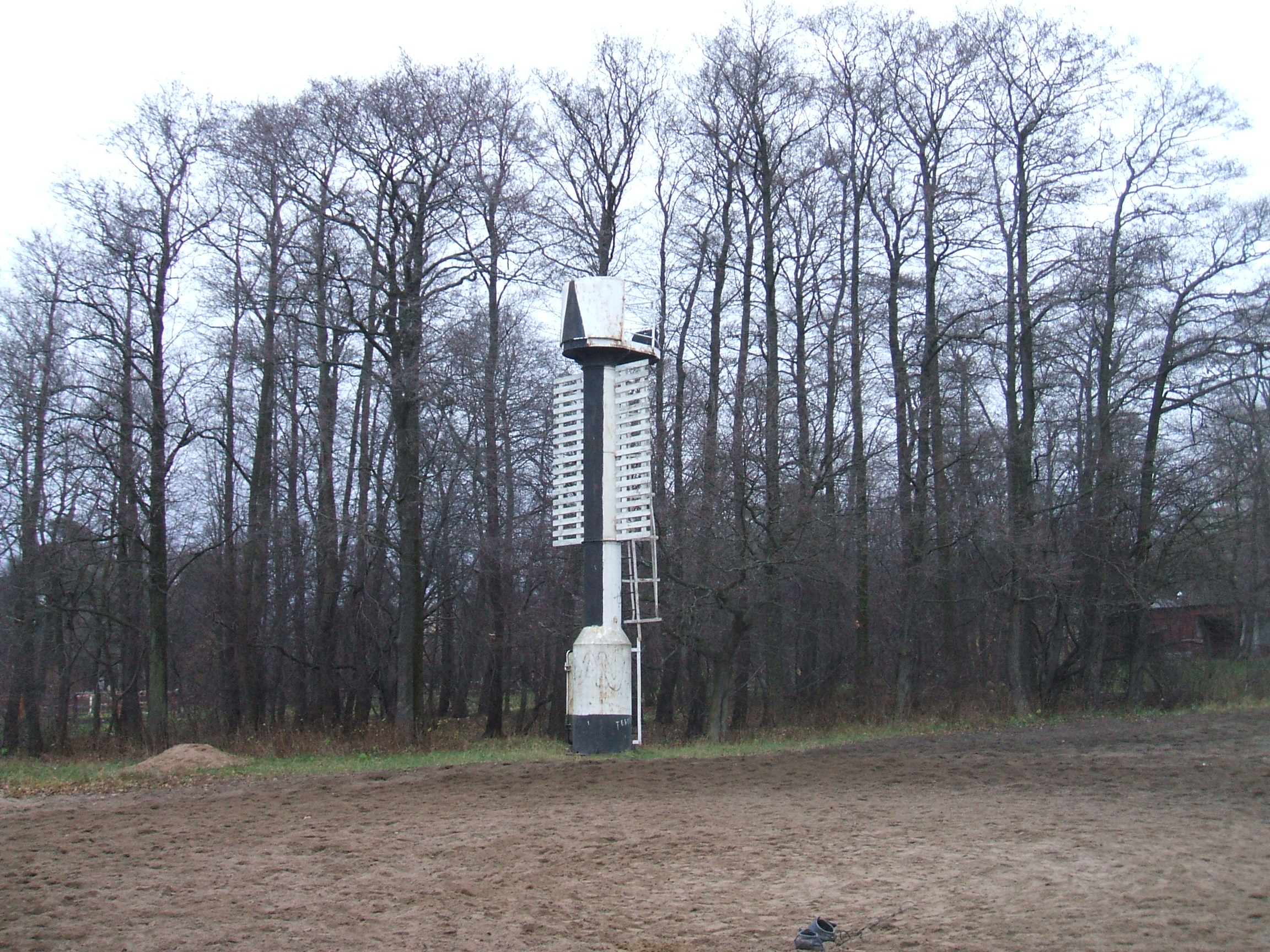
Маяк, указывающий фарватер

## Культура

Надписи на бетонных плитах у залива

Место, где был причал морских теплоходов

На схеме обозначены: 1 — главные ворота; 2 — ворота возле здания дирекции парка; 3 — оборонительный вал; 4 — старый дуб с номером — пример инвентаризации; 5 — зимний манеж; 6 — открытый манеж; 7 — малый пруд; 8 — маяки; 9 — самые большие пни от дубов; 10 — детская площадка; 11 — выжженный старый дуб; 12 — большой пруд; 13 — остров на большом пруду; 14 — бывшие аттракционы; 15 — кусты лещины (орех); 16 — лодочная станция на большом пруду; 17 — самый крупный благополучный дуб; 18 — главная аллея; 19 — газон ветренецы дубравной (анемона); 20, 21- участки с самыми высокими показателями кислотности почвы; 22 — ограждающая дамба; 23 — место часовни; 24, 25 — каналы голландского сада; 26 — каменный мост, 1960 г; 27 — водомерный камень в устье водосливного канала; 28 — остатки деревянных свай квадратных брусьев забитых в основание подпорной стенки набережной перед дворцом; 29 — поворот свай под 90 град. (западный угол каре); 30 — дорожная насыпь продолжение Петровской аллеи; 31 — туалет; 32 — тупиковая ветвь канала голландского сада; 33, 34- каменная защитная (от волн) насыпь; 35 — болото; 36 — западное крыло мола Дубковской гавани; 37 — мыс Дубковский; 38 — дот; 39 — конец главной аллеи пример подмыва дубов наводнениями. Там же находится ДОТ, входивший во время ВОВ в систему КаУР; 40 — гранитные смотровые площадки (разрушены наводнениями); 41 — дубковский пляж со спасательной станцией; 42 — граница парка, теннисные корты;

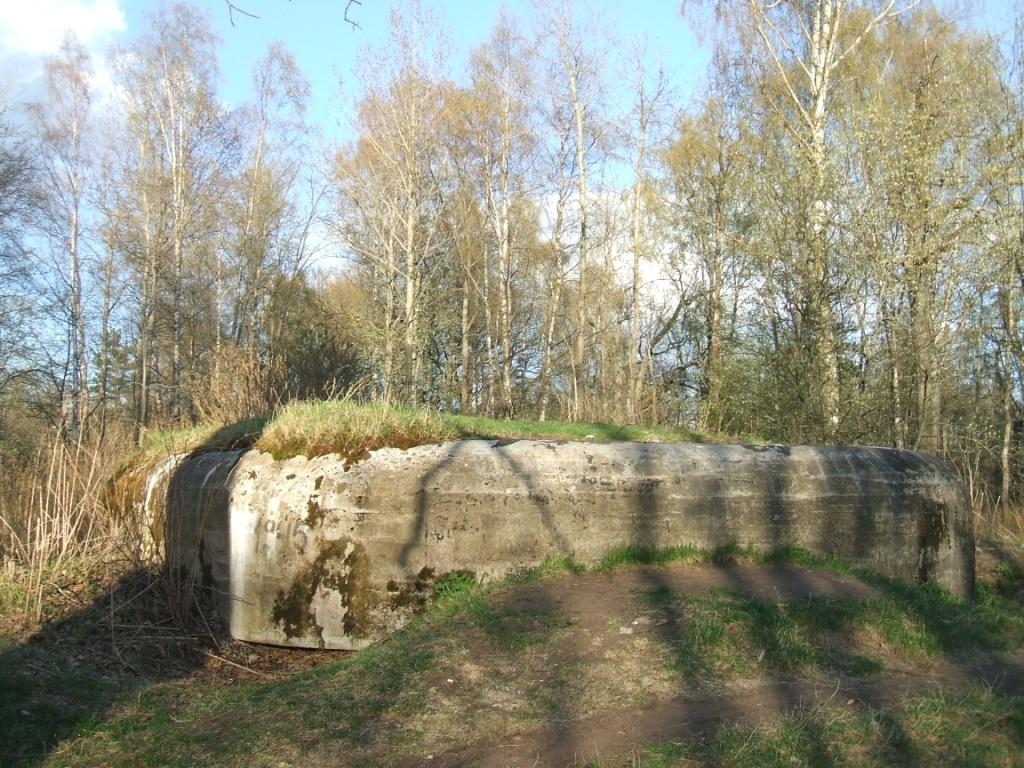
ДОТ в конце главной аллеи

В настоящее время ПКиО «Дубки» — центр культурной и спортивной жизни города Сестрорецка.
В парке построен в 2002 году новый конный спортивный центр с ипподромом, где ежегодно проводятся соревнования по конкуру и выездке. Обеспечены хорошие, безопасные условия для ухода за лошадьми.
В 2007 году построен стадион. Два футбольных поля имеют искусственное покрытие. Работает прокат спортивного инвентаря, в том числе лодочная станция и фитнес-зал. Большой популярностью у специалистов большого тенниса пользуются корты, на которых в зимнее время организован каток. Спортивно-концертный комплекс стал базовой площадкой Центра молодёжных творческих инициатив.
Для любителей тихого отдыха и с детьми есть «Поляна сказок».
По состоянию на 2009 год парк занимает территорию 60,5 га. Он является базовой площадкой Специального Олимпийского комитета. Постоянно в парке проводятся соревнования и фестивали.
В 2010 году в парке построены два новых теннисных корта, площадки для игры в городки и шары, смотровая площадка на мысе Дубовский у Финского залива, обновили ДОТ, возведённый в конце 30-х годов XX века, на месте демонтированных старых аттракционов построена современная детская площадка, по старинным эскизам отремонтирован переход с тумбами и цепями через оборонительный вал, благоустроены пешеходные дорожки вокруг парка. На восстановительные работы отведено 16 миллионов рублей района и три муниципального Совета Сестрорецка. В парке завершены работы по укреплению береговой линии. Приобретено оборудование для лодочной станции, садовая мебель. Посажено 1500 кустарников, сделан ремонт фасада конюшни.

Современные фотографии парка «Дубки»
Главная аллея зимой
Оборонительный вал
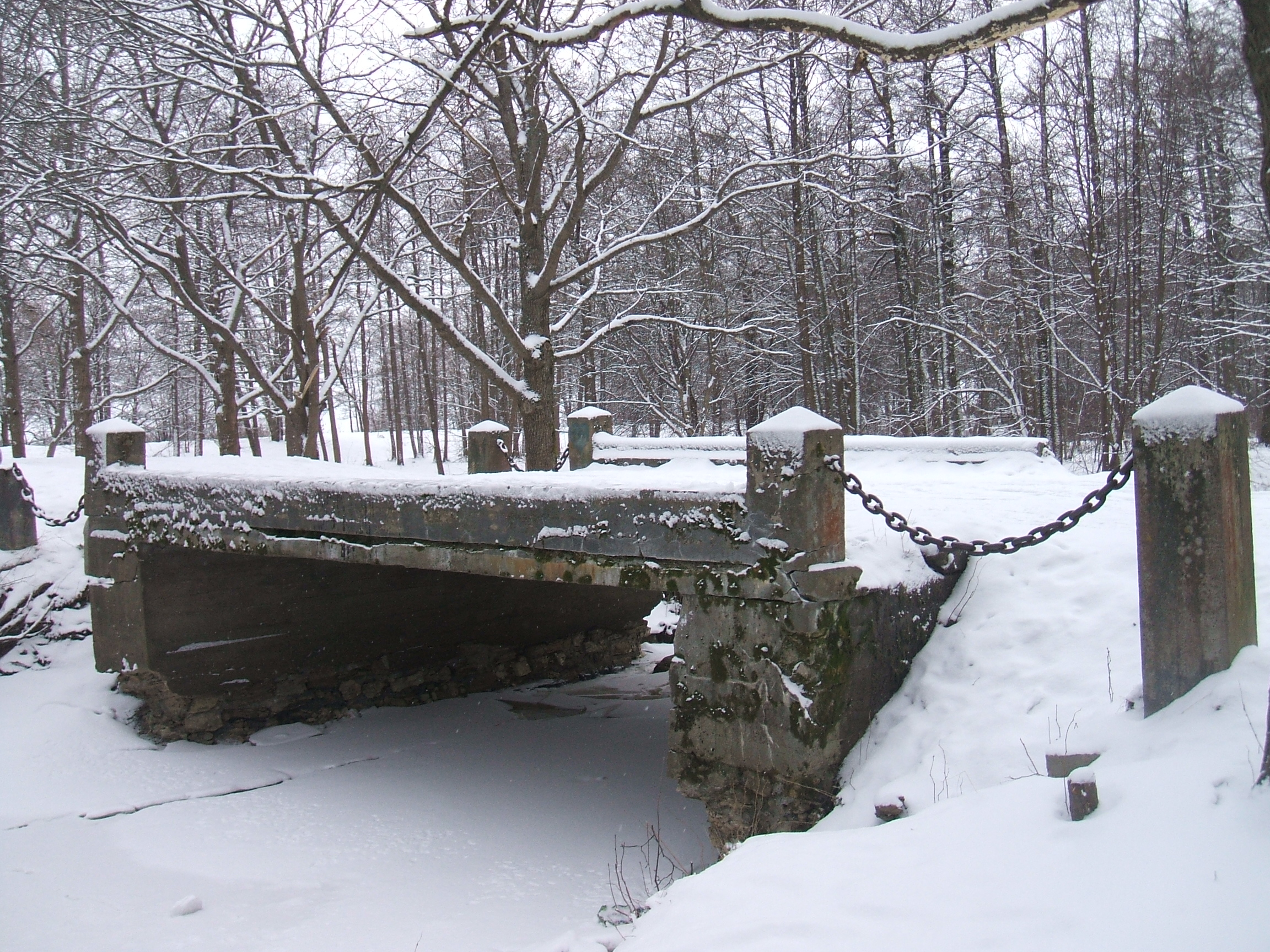
Мост над дренажом

Укрепление берега до 1980 года

Размыв берегов парка 2010 год

Волновой размыв Дубковского мыса

Исторические дубы пронумерованы
Услуги парка
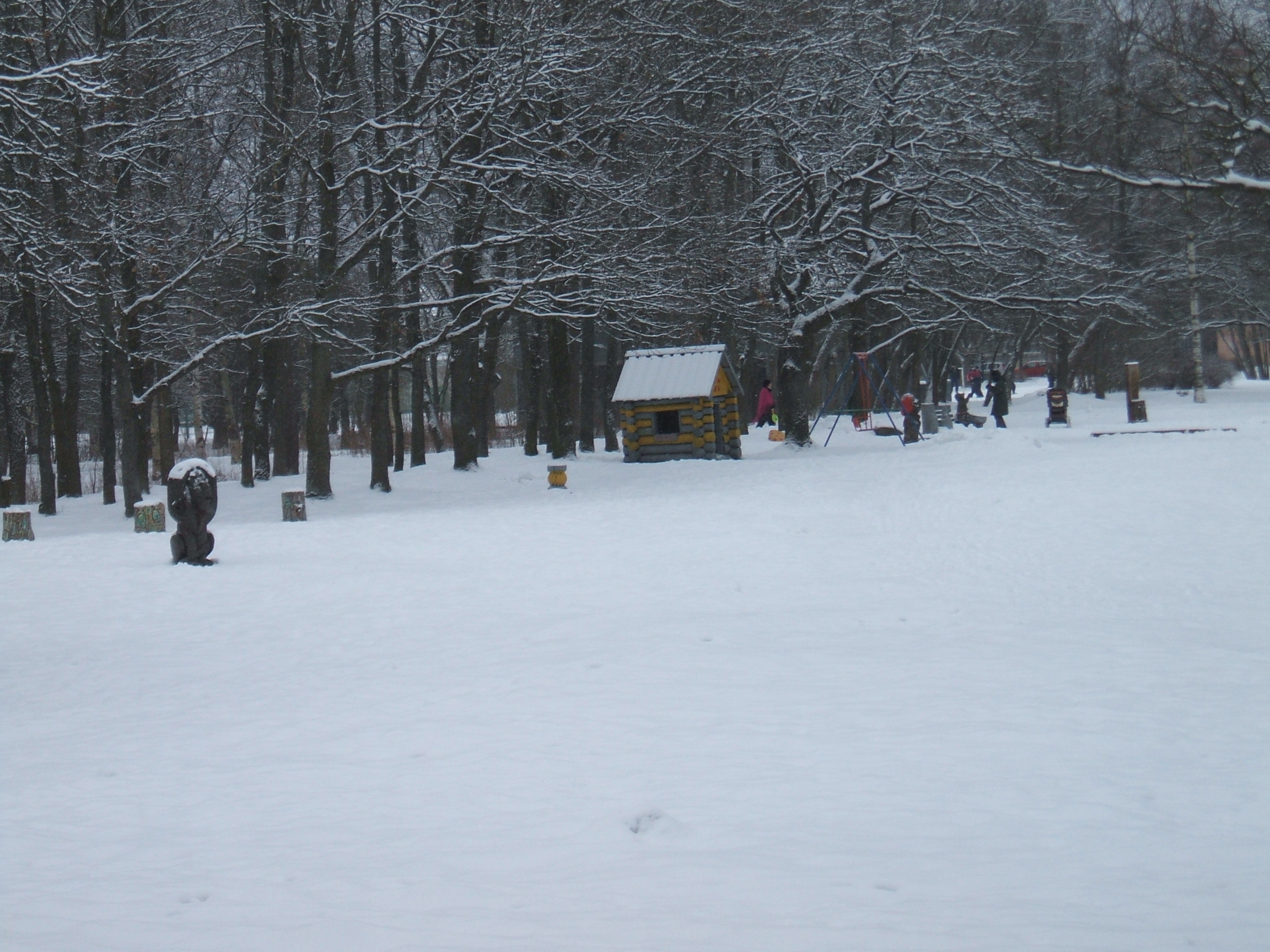
Поляна сказок
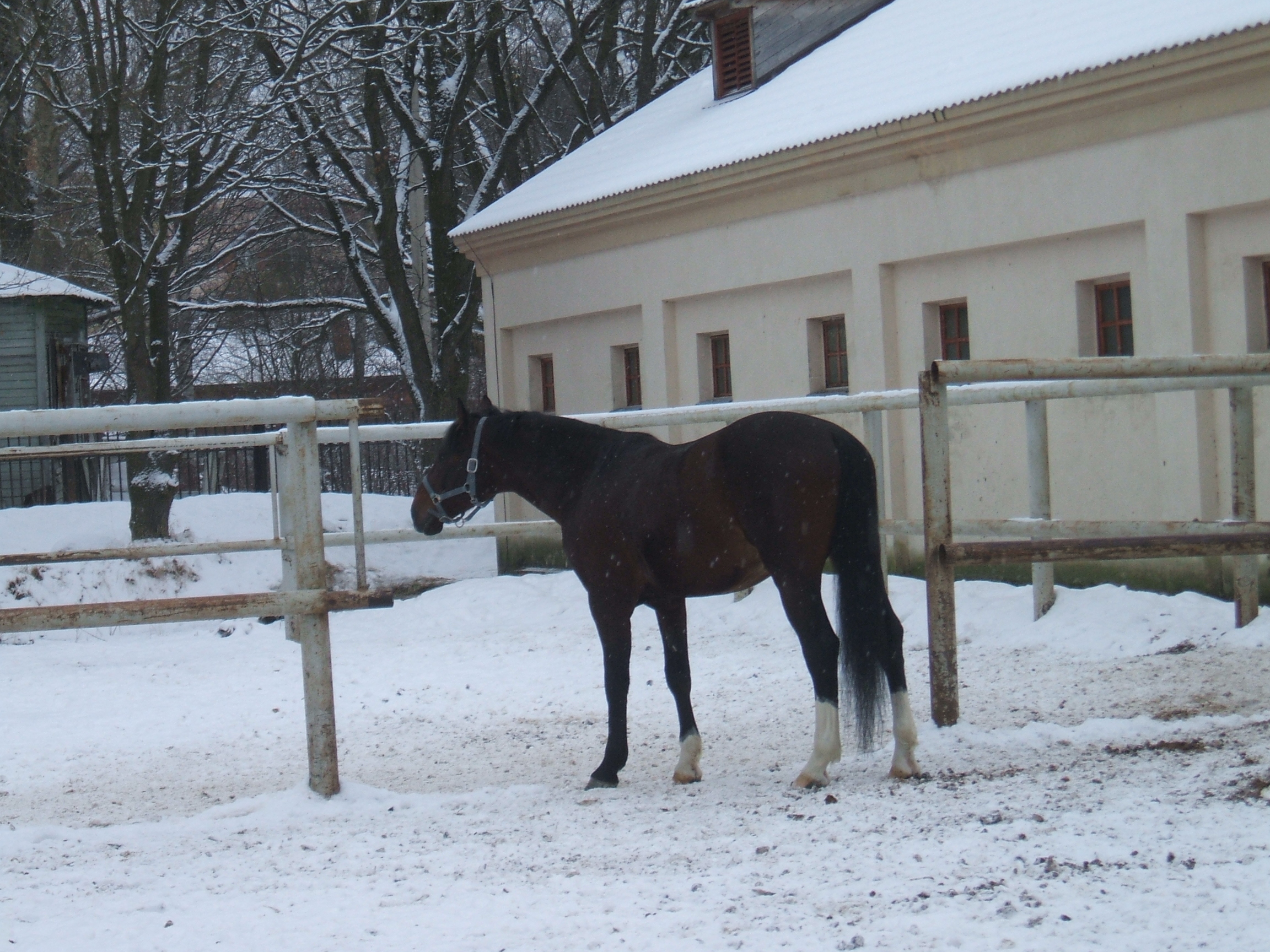
Конный центр, работающий с 1970 года
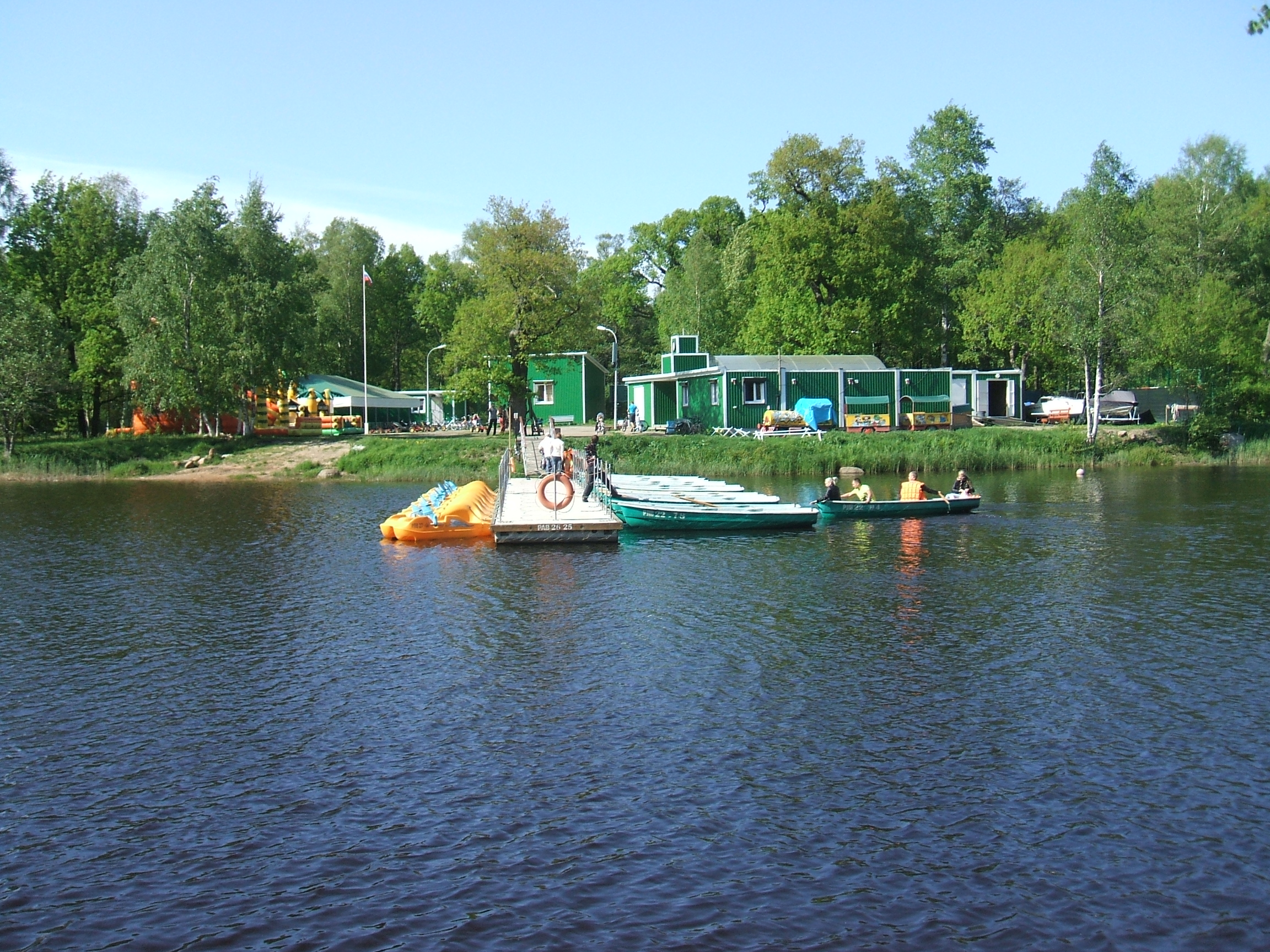
Лодочная гавань
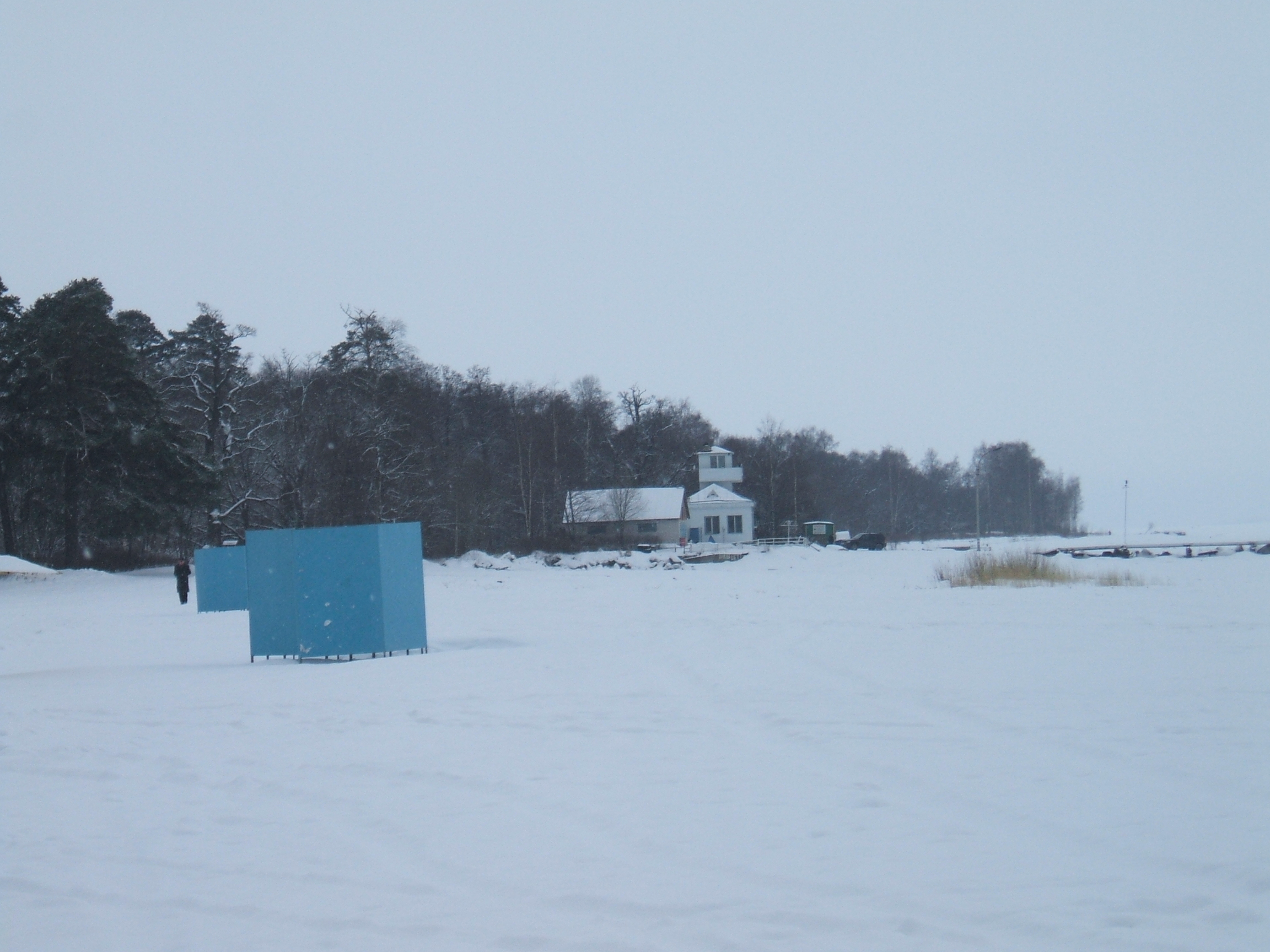
Спасательная станция
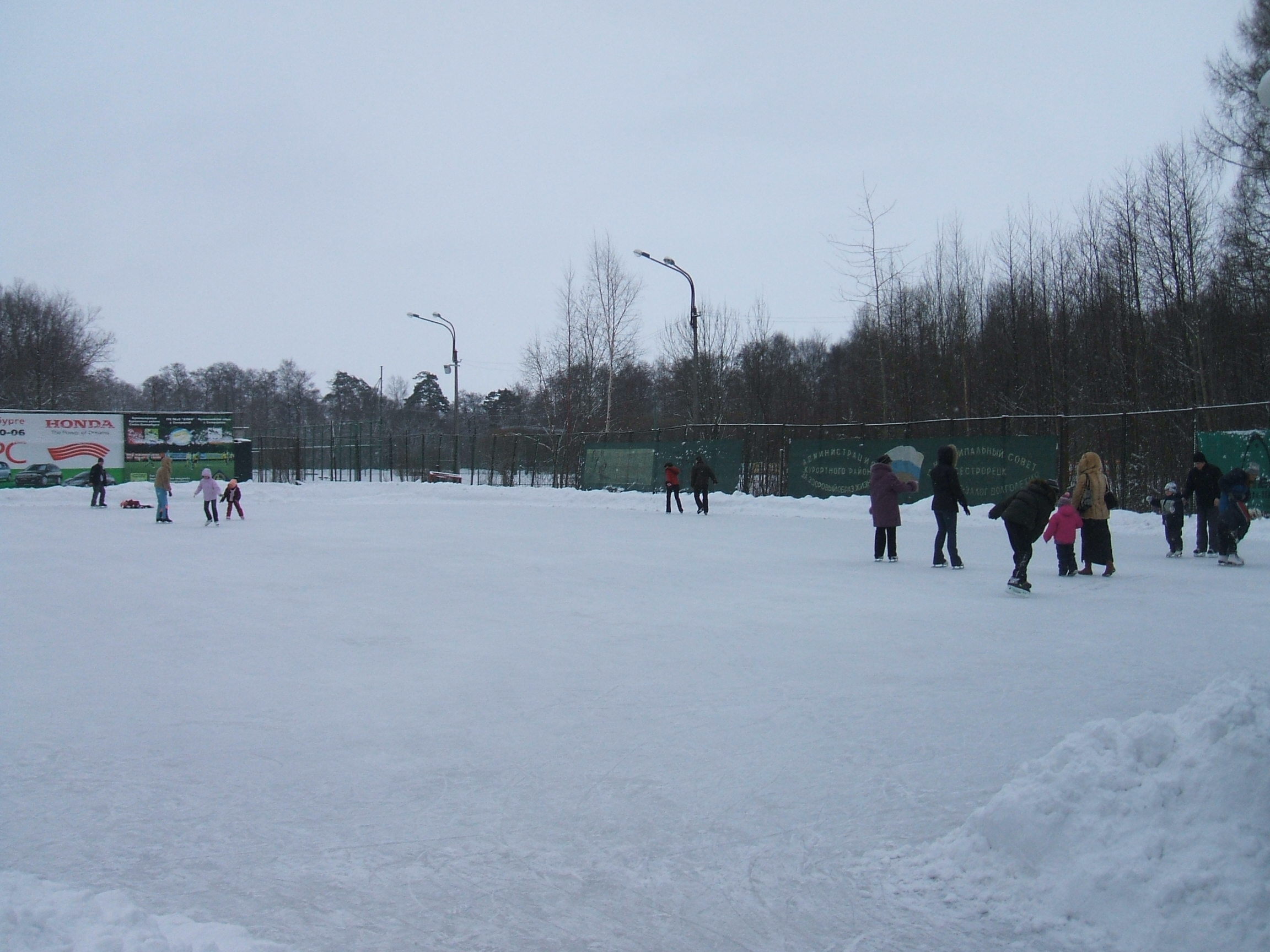
Каток
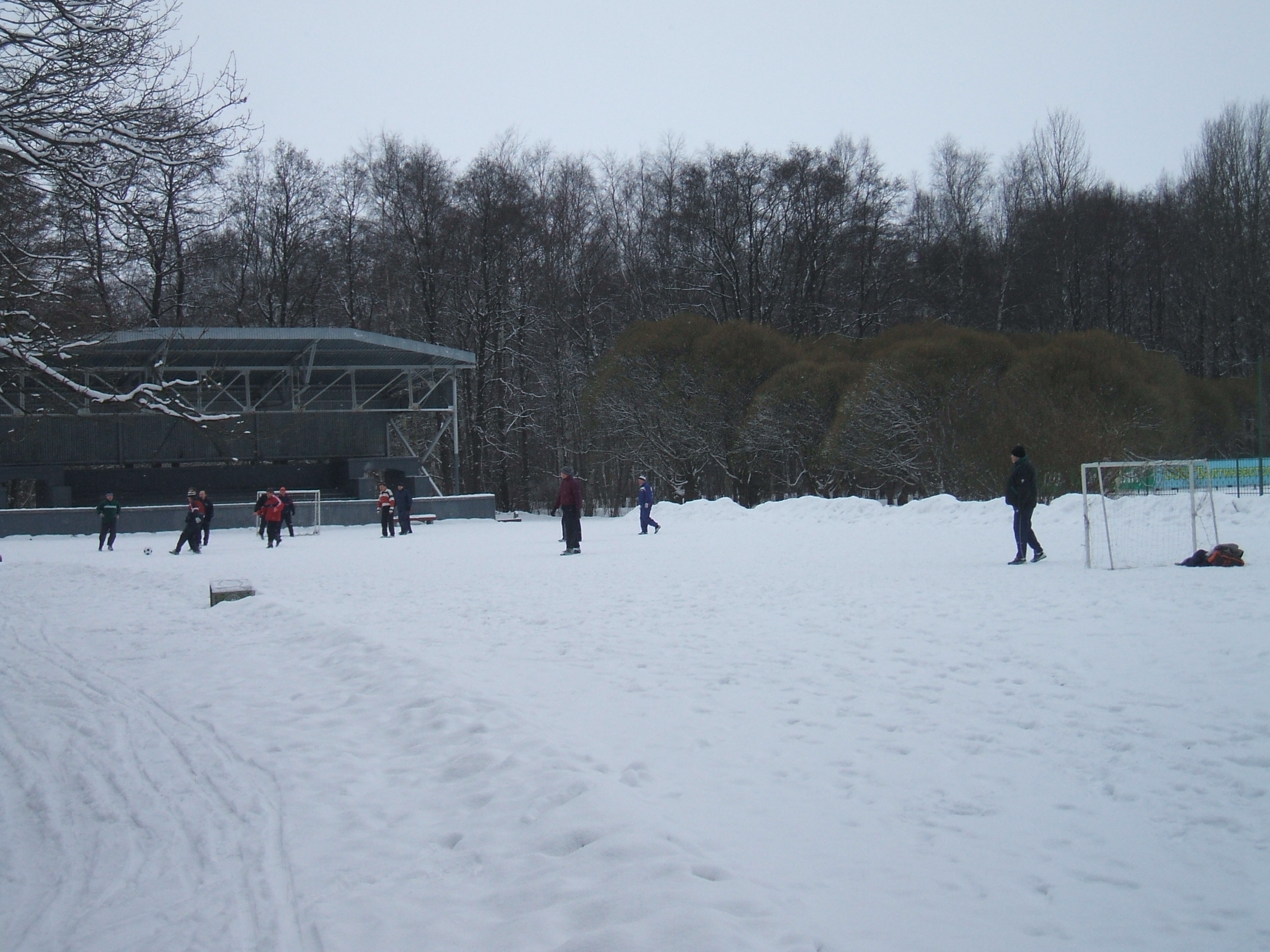
Футбольная площадка
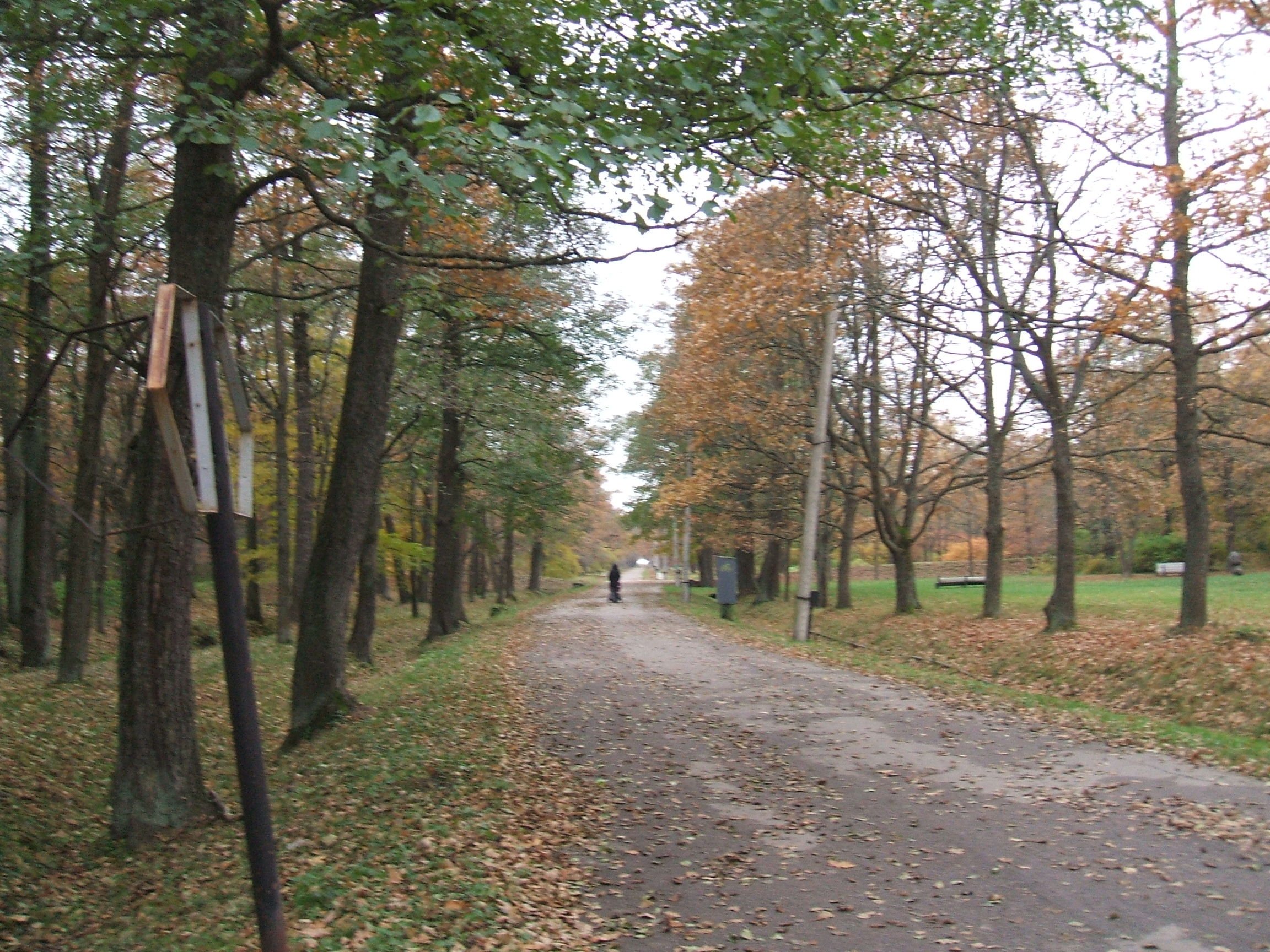
Главная аллея
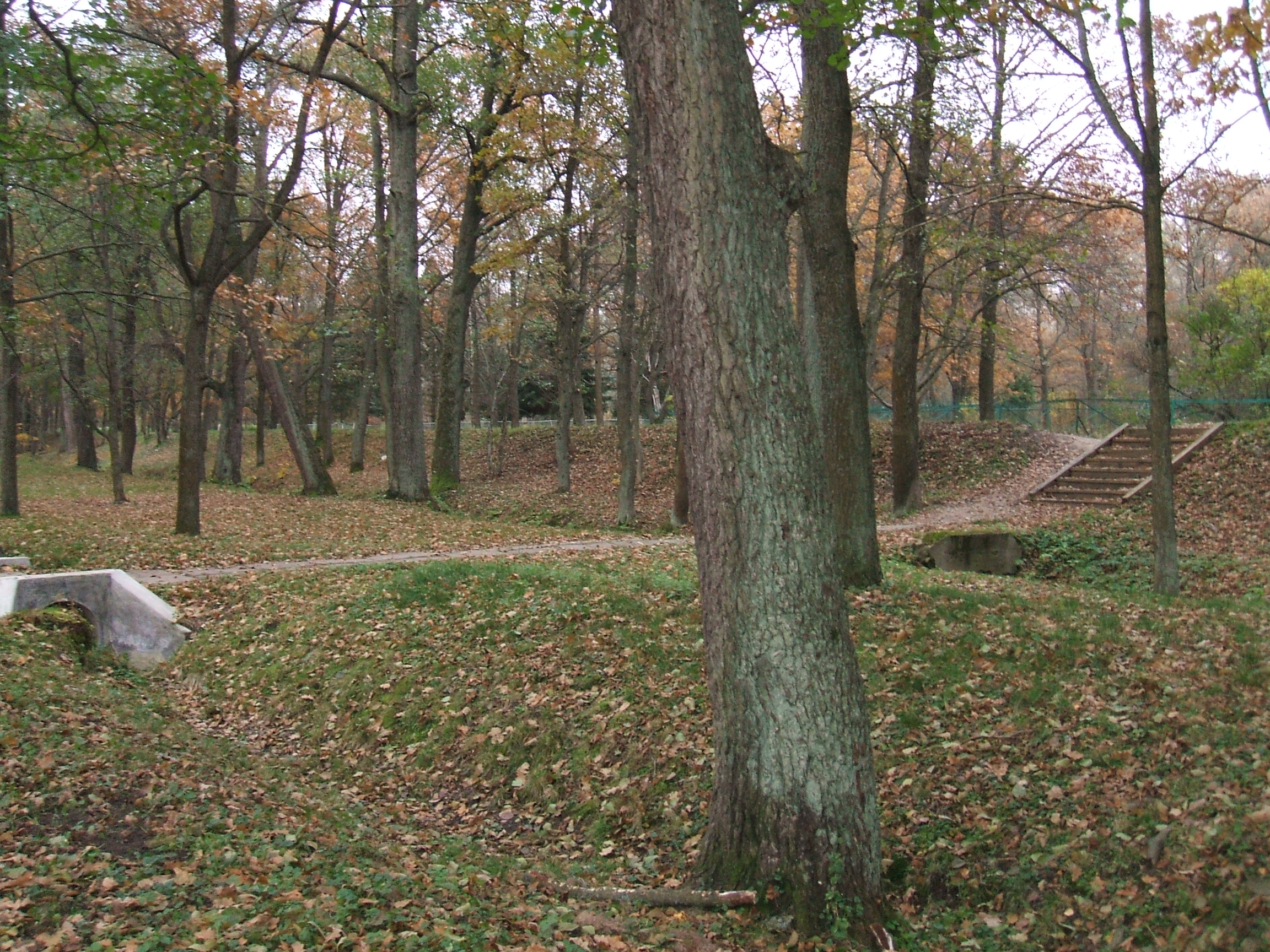
Обор.  вал летом
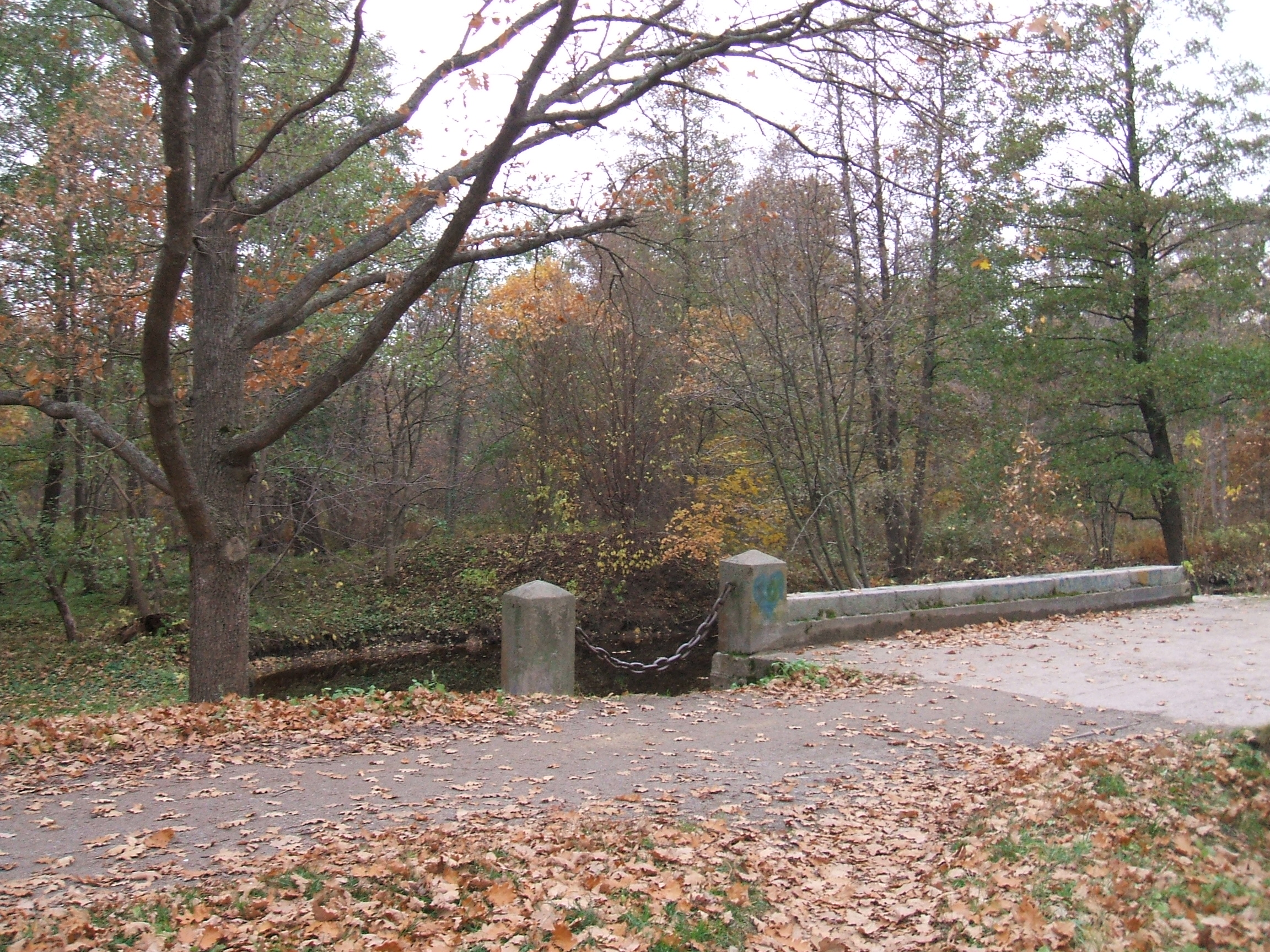
Голландский сад
Барельеф плана парка
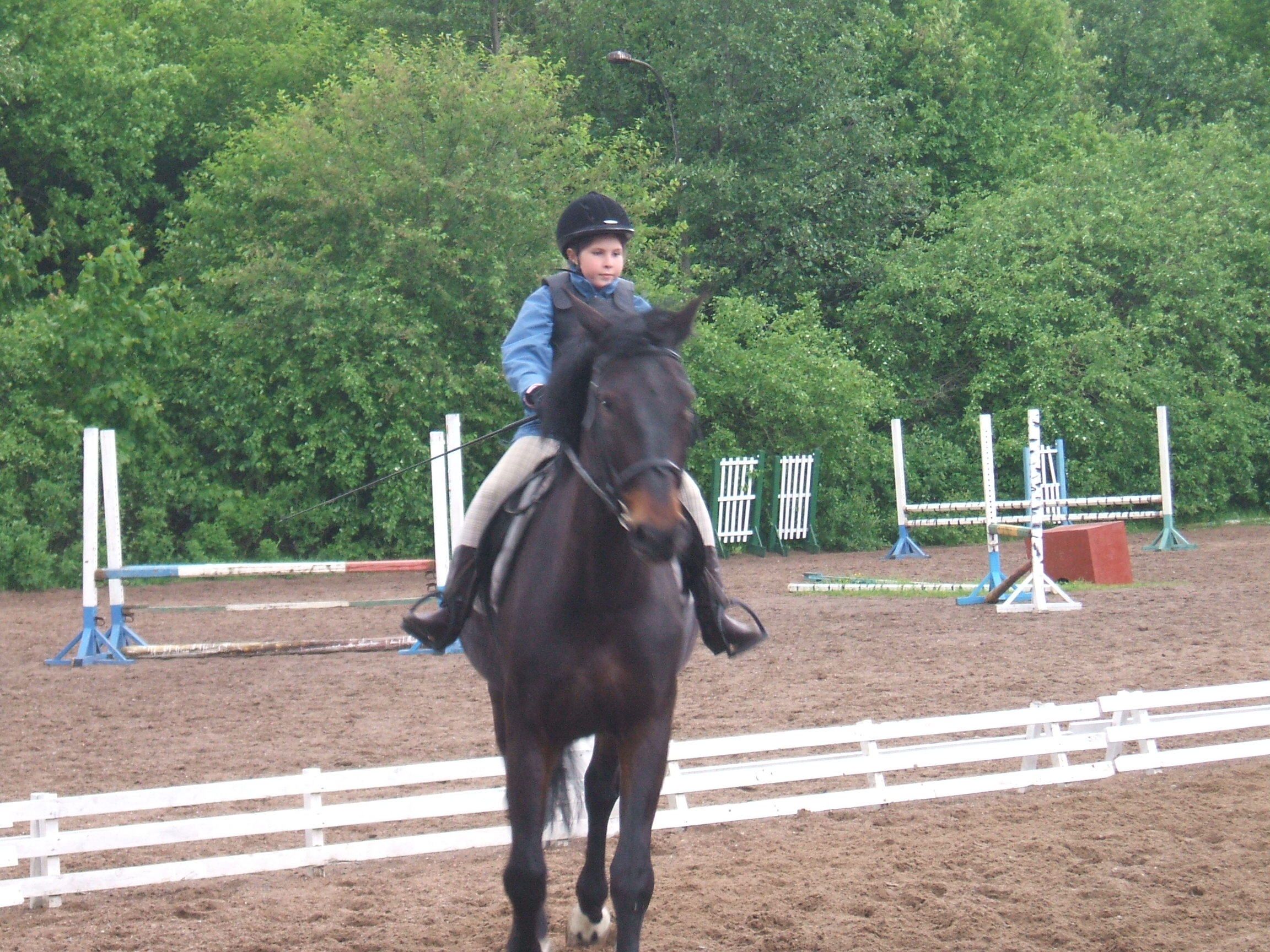
Занятия в парке
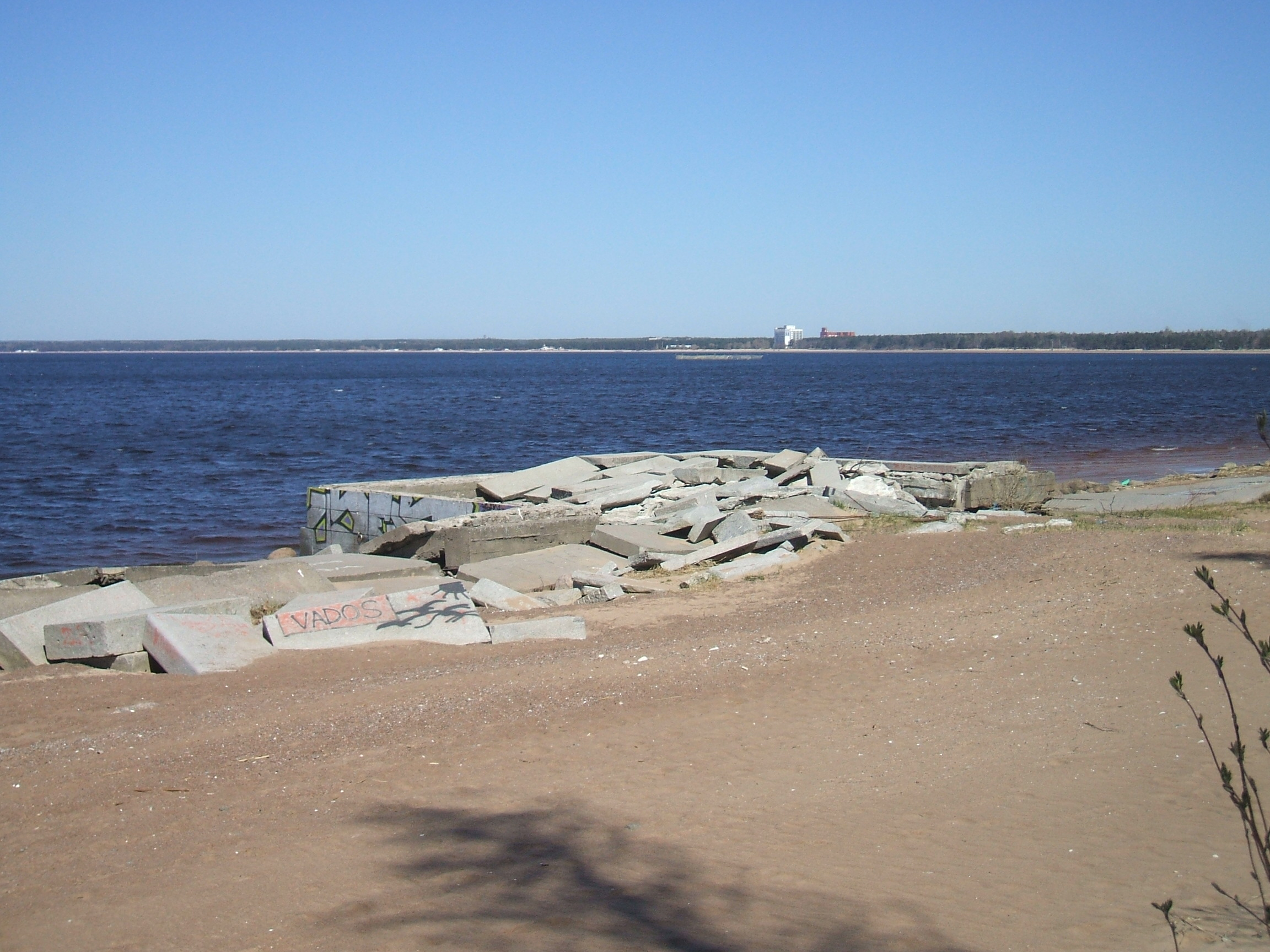
1-я смотровая в Дубках
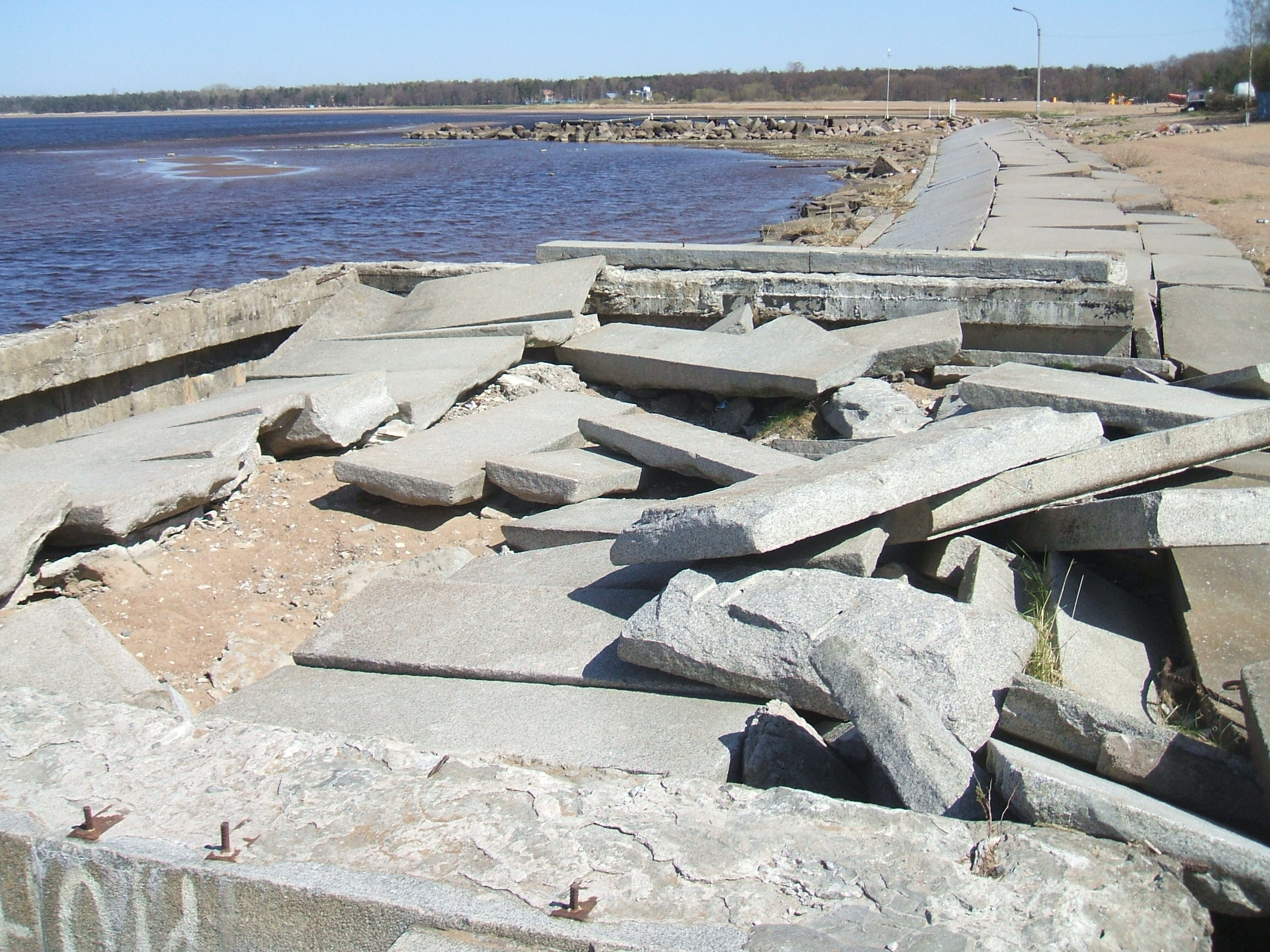
2-я смотровая в Дубках
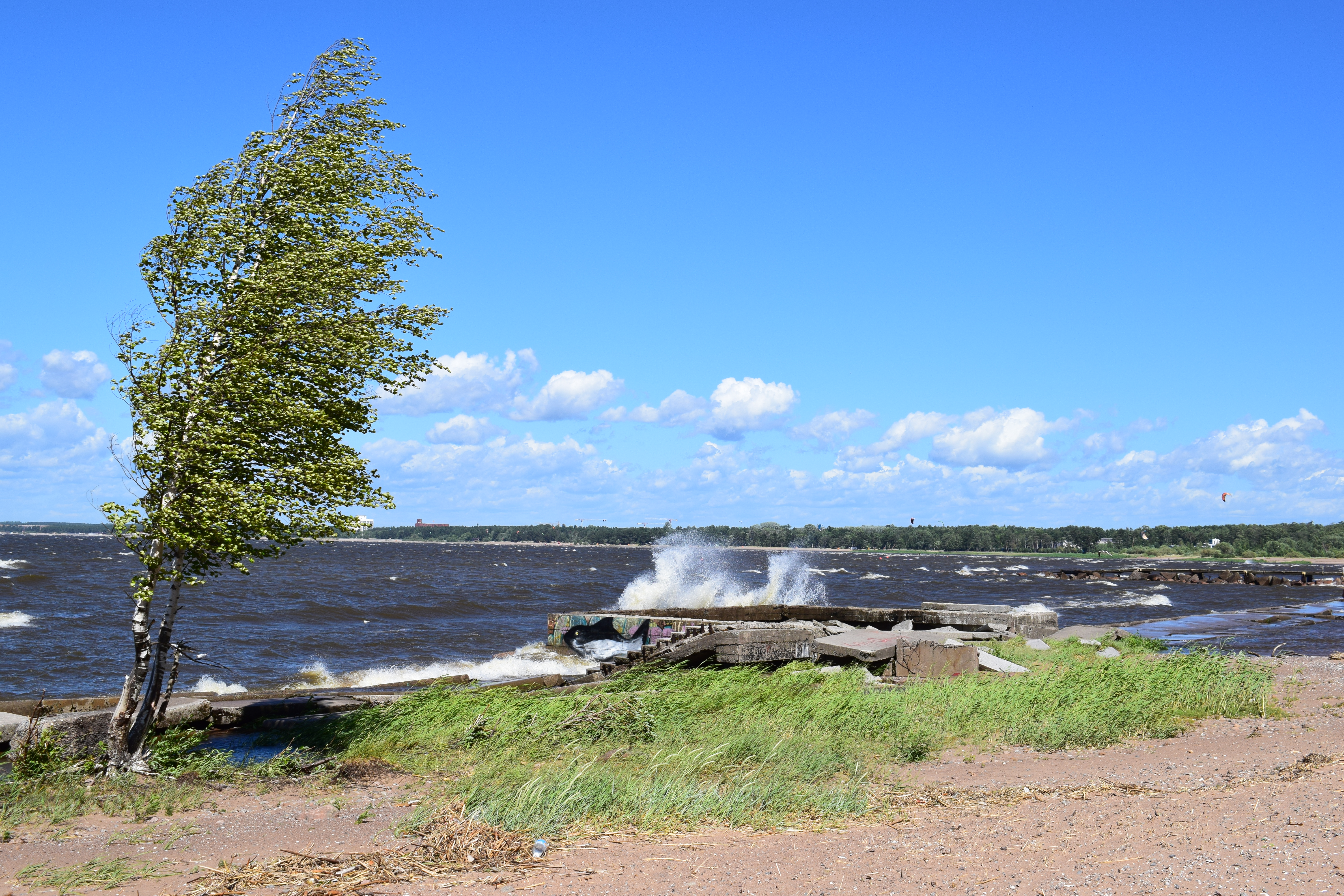
Ветреная погода на смотровой площадке
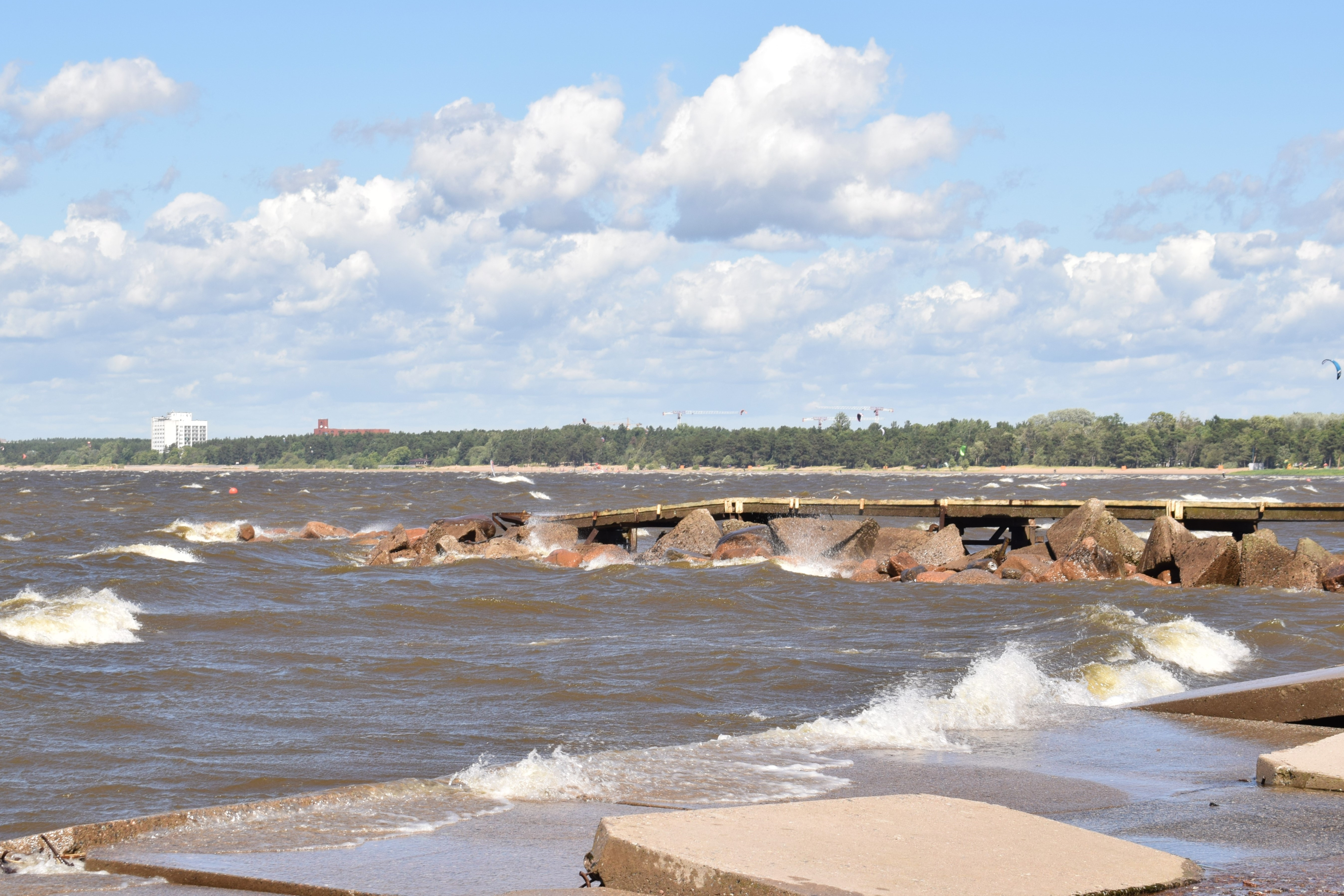
Пирс

Смотровая на мысе Дубки

Дубки в 2010 году
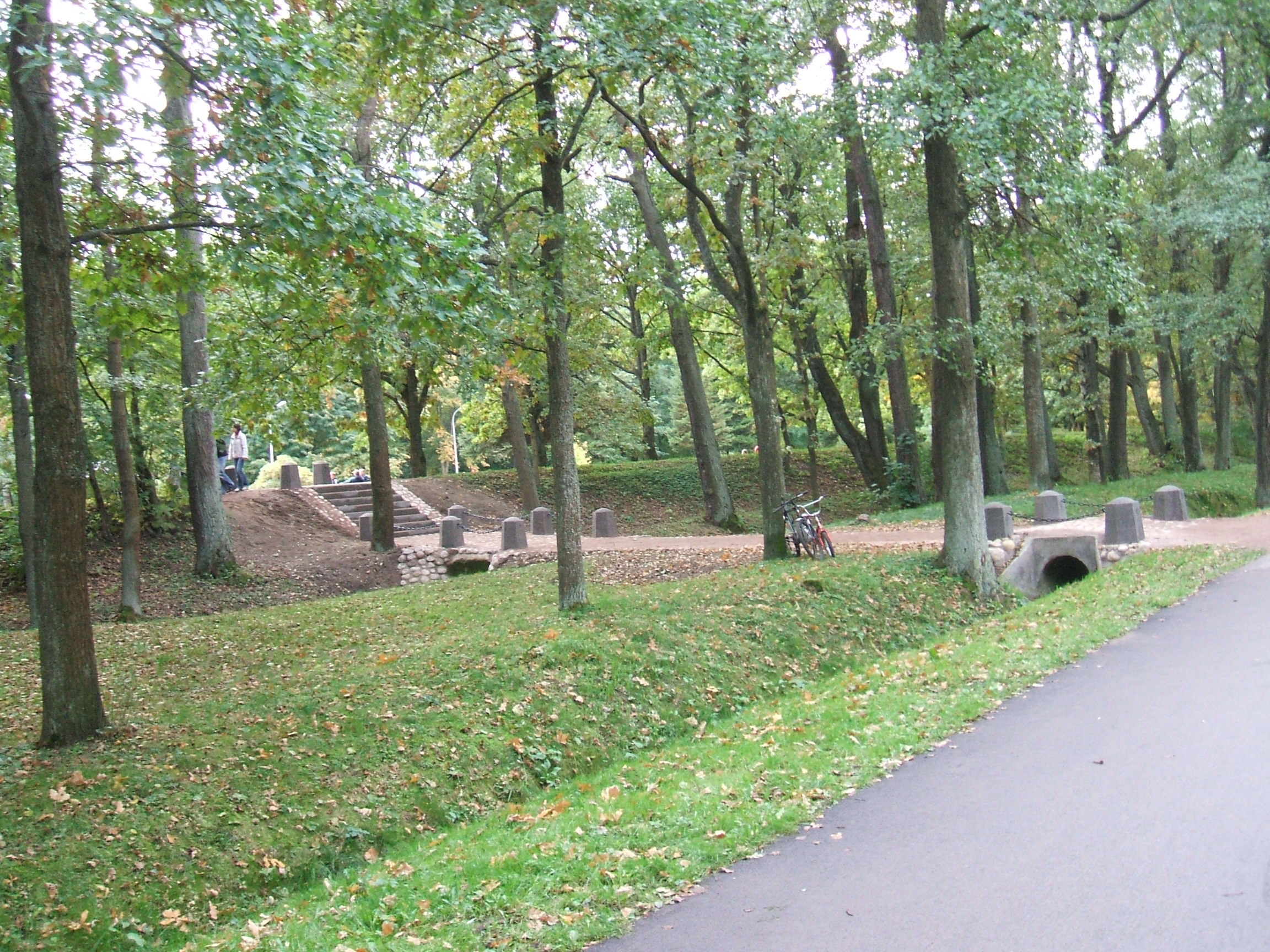
Оборонительный вал в 2010 году
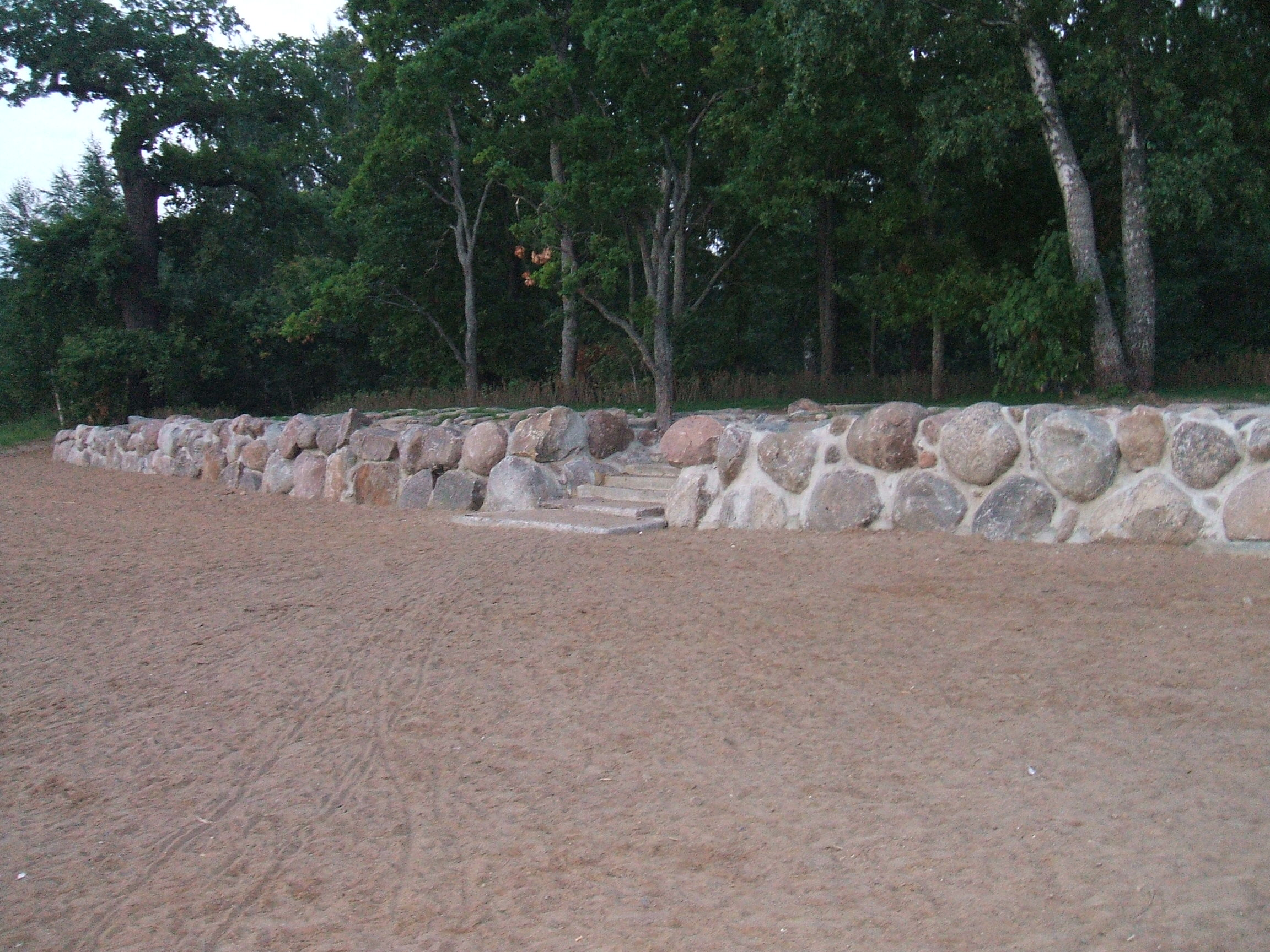
Берег под смотровой площадкой
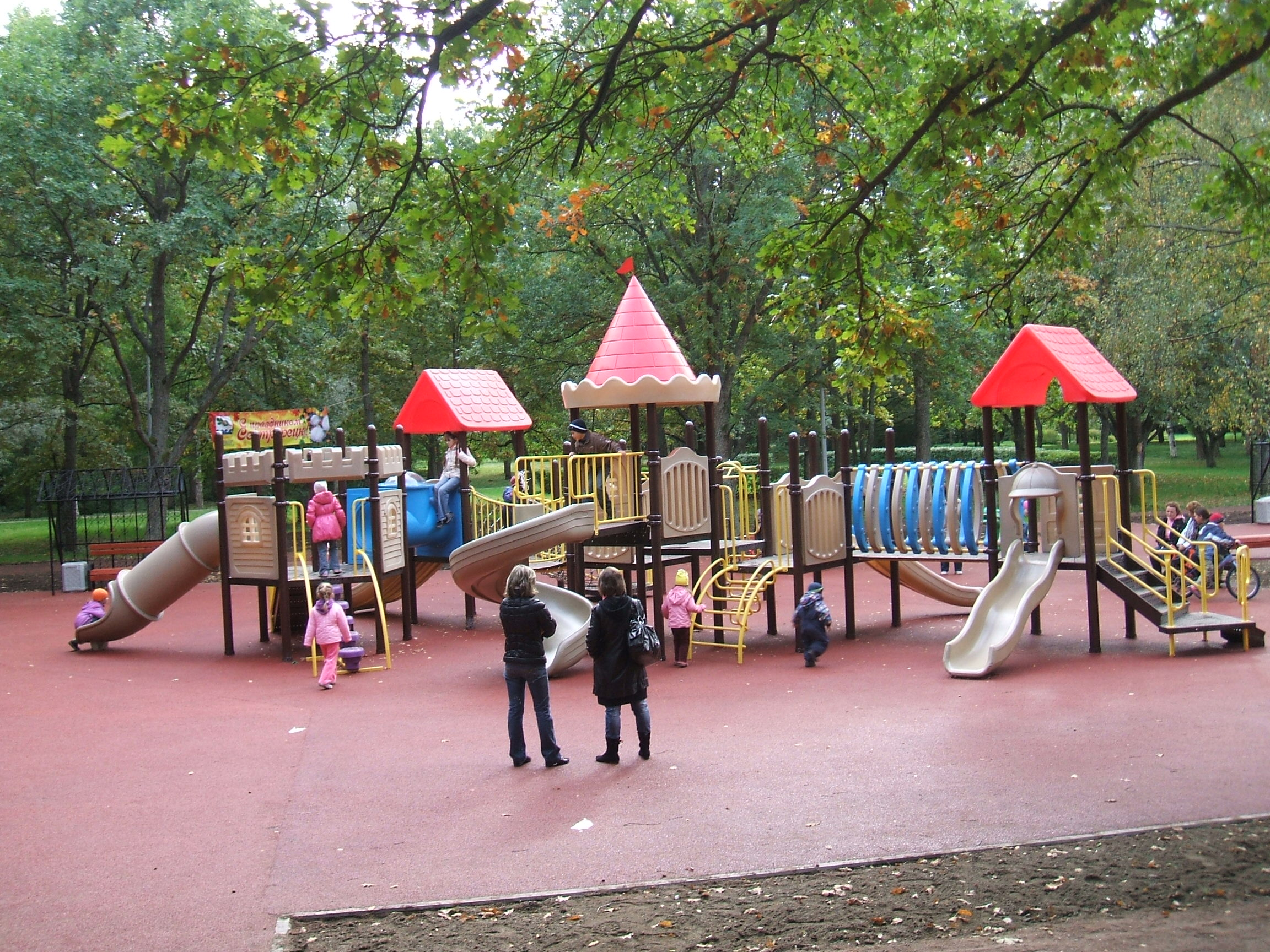
Детская площадка
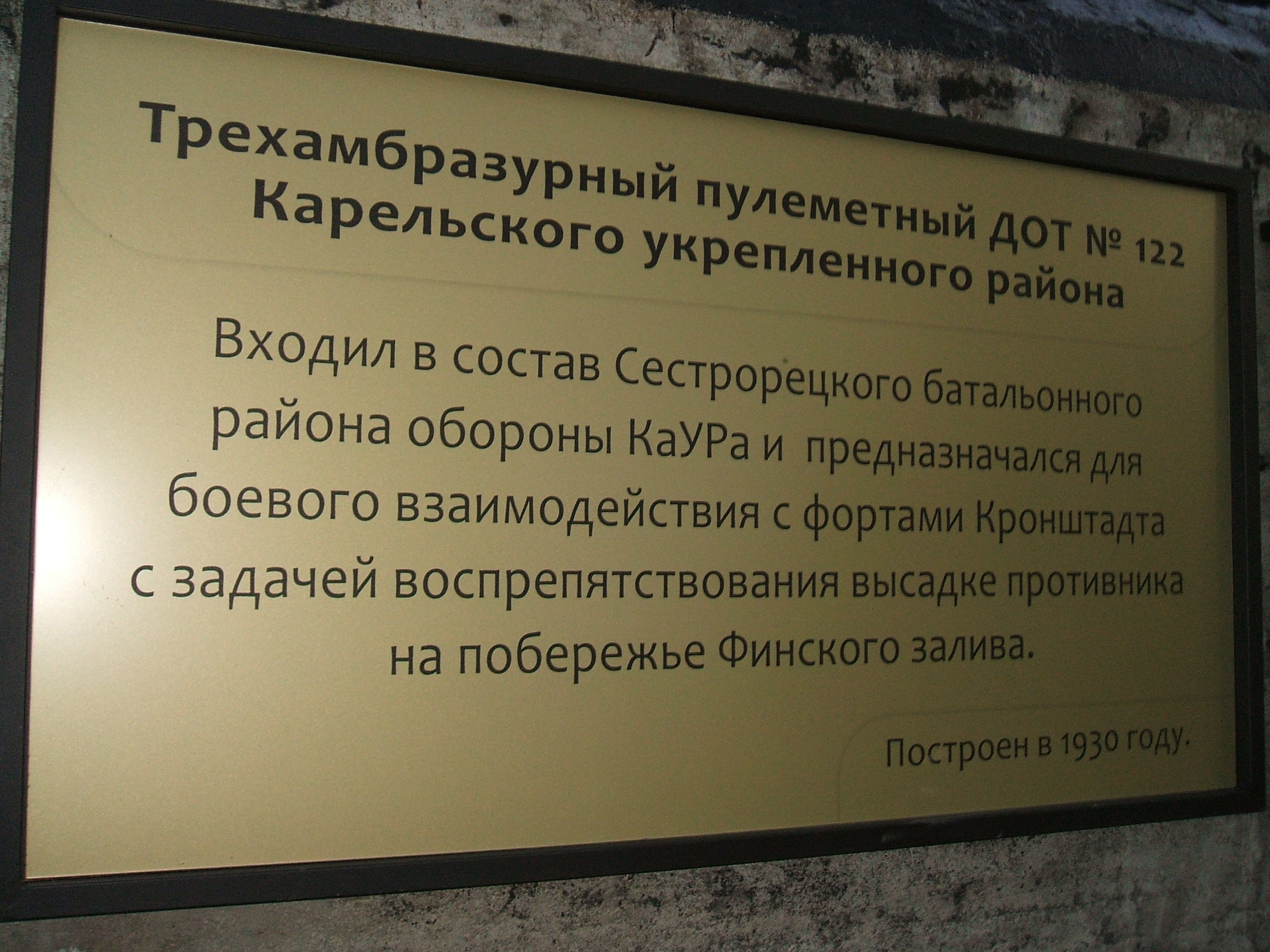
Мемориальная на ДОТе
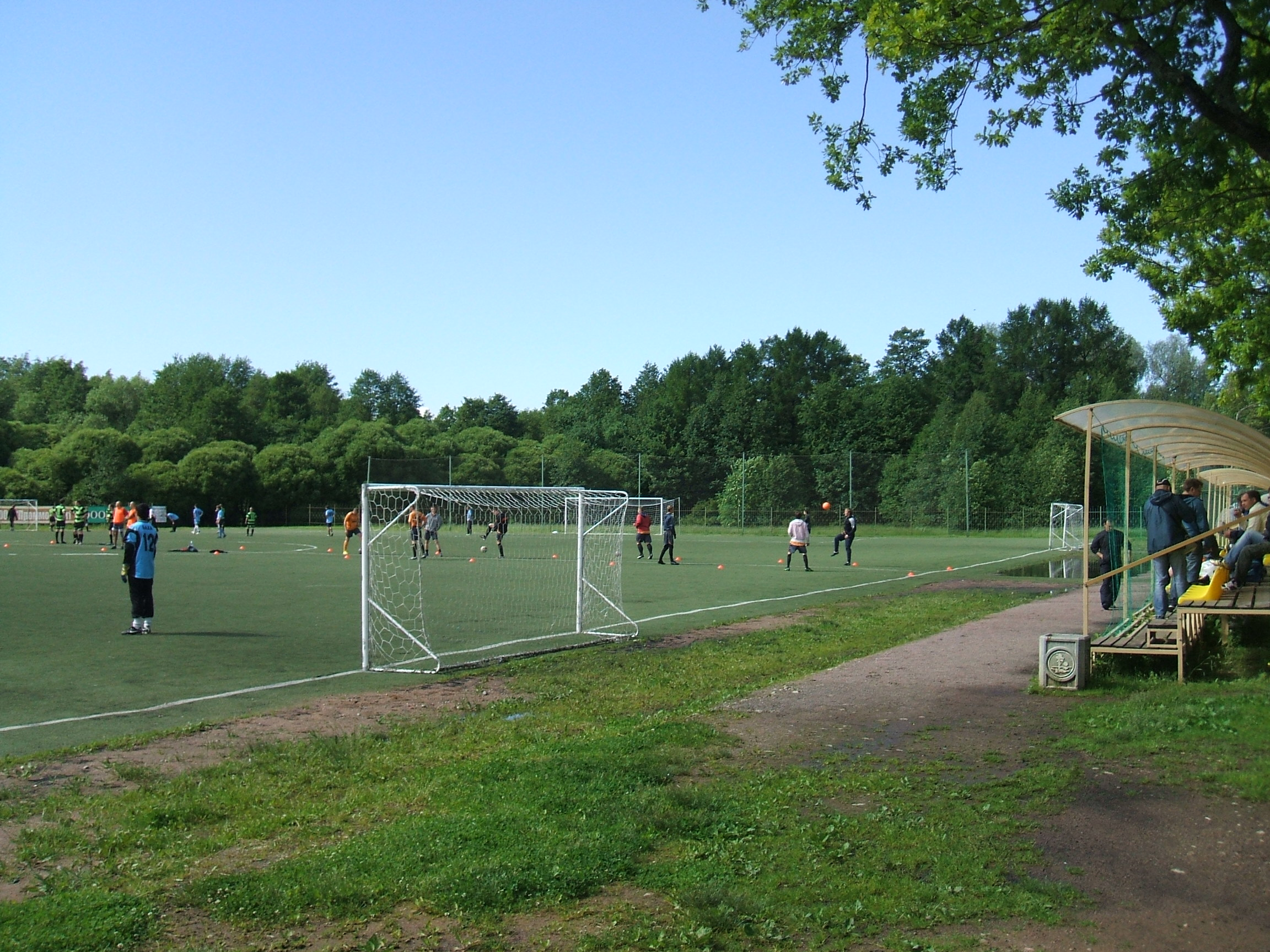
Стадион в Дубках
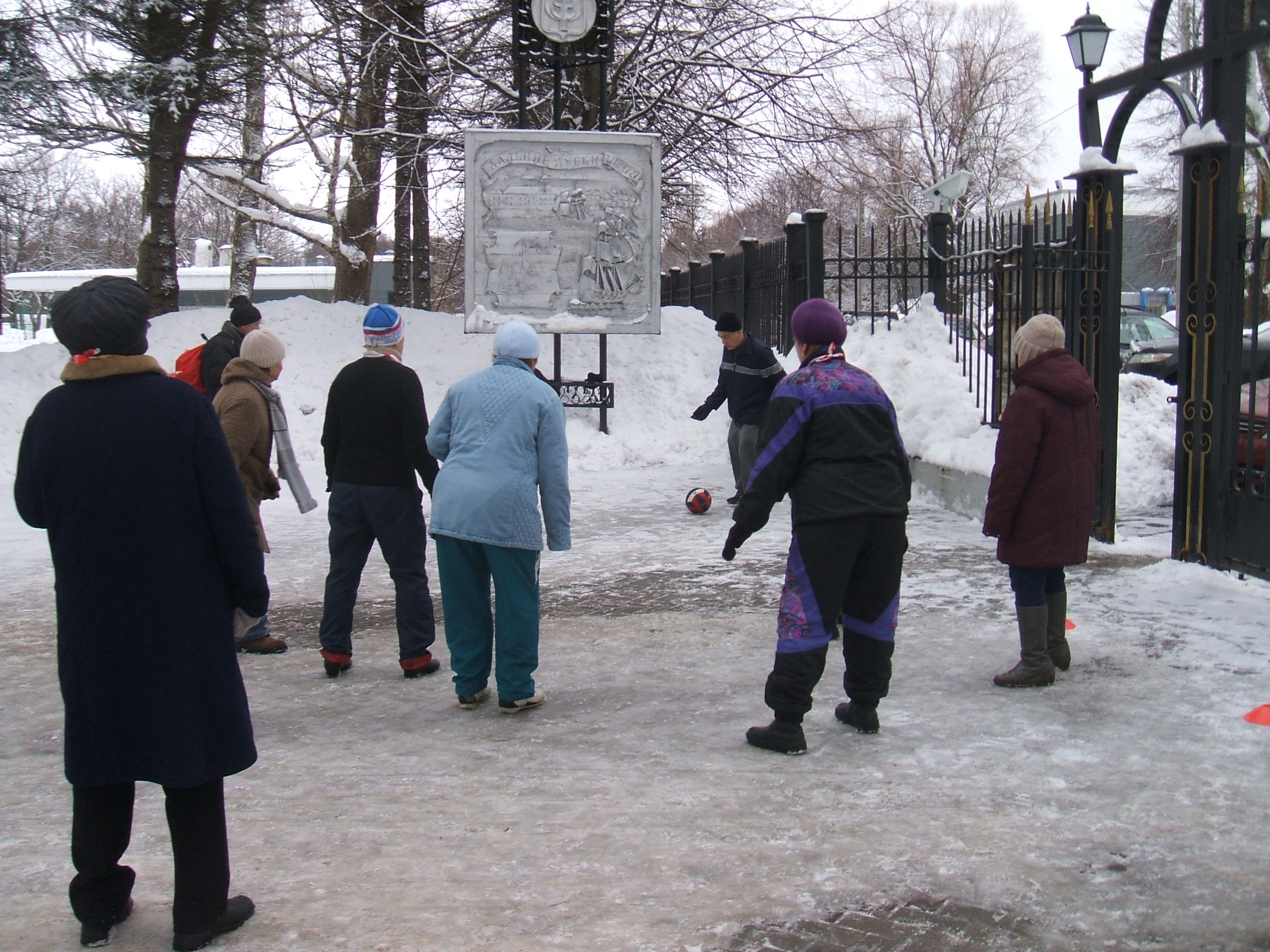
Зимний футбол в клубе пенсионеров
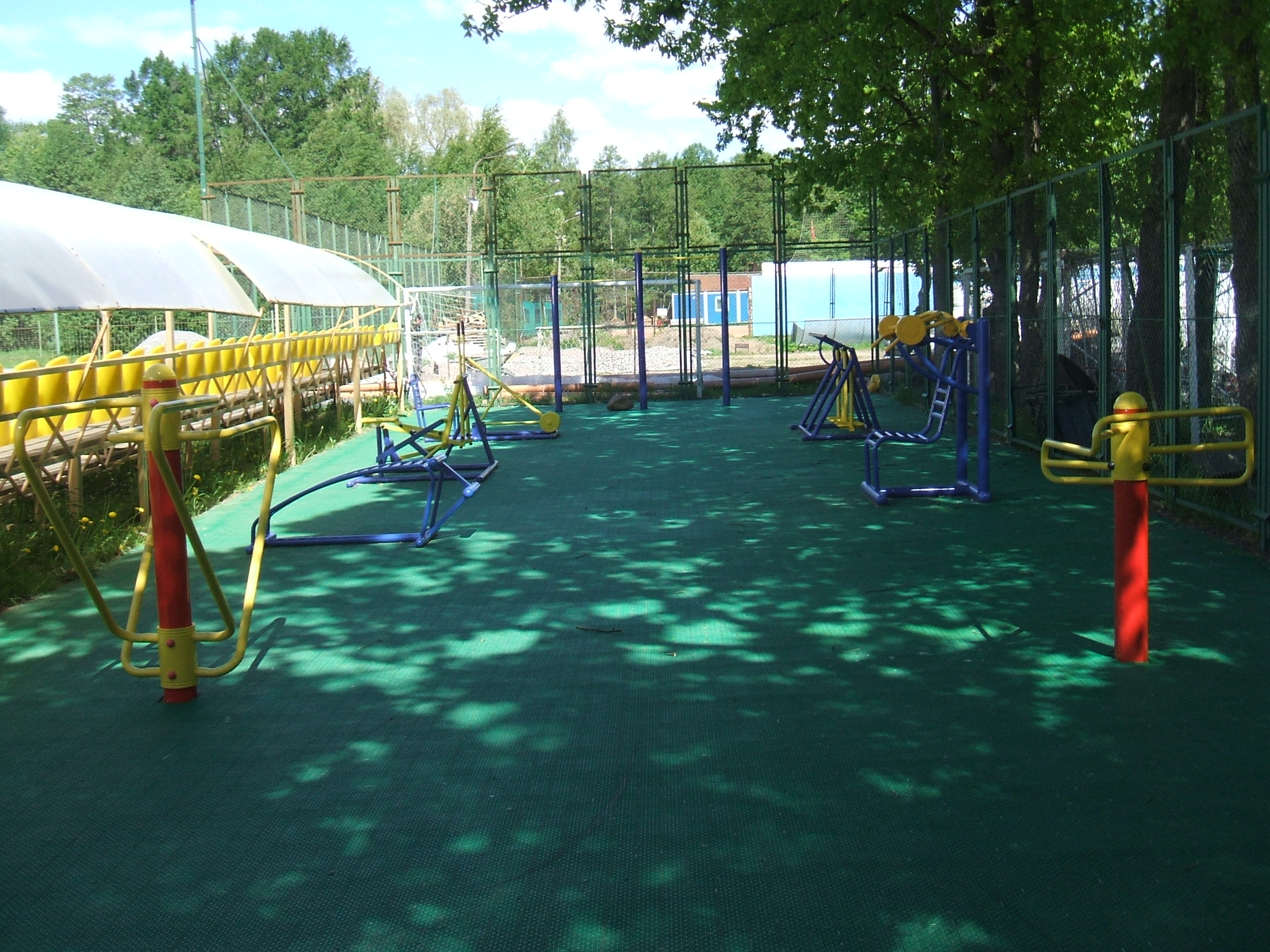
Тренажёрная площадка (общедоступная)

В 2013 году продолжилось развитие базы культуры и отдыха. Построены гостевые домики, детский автогородок, благоустроены дорожки и аллеи парка.

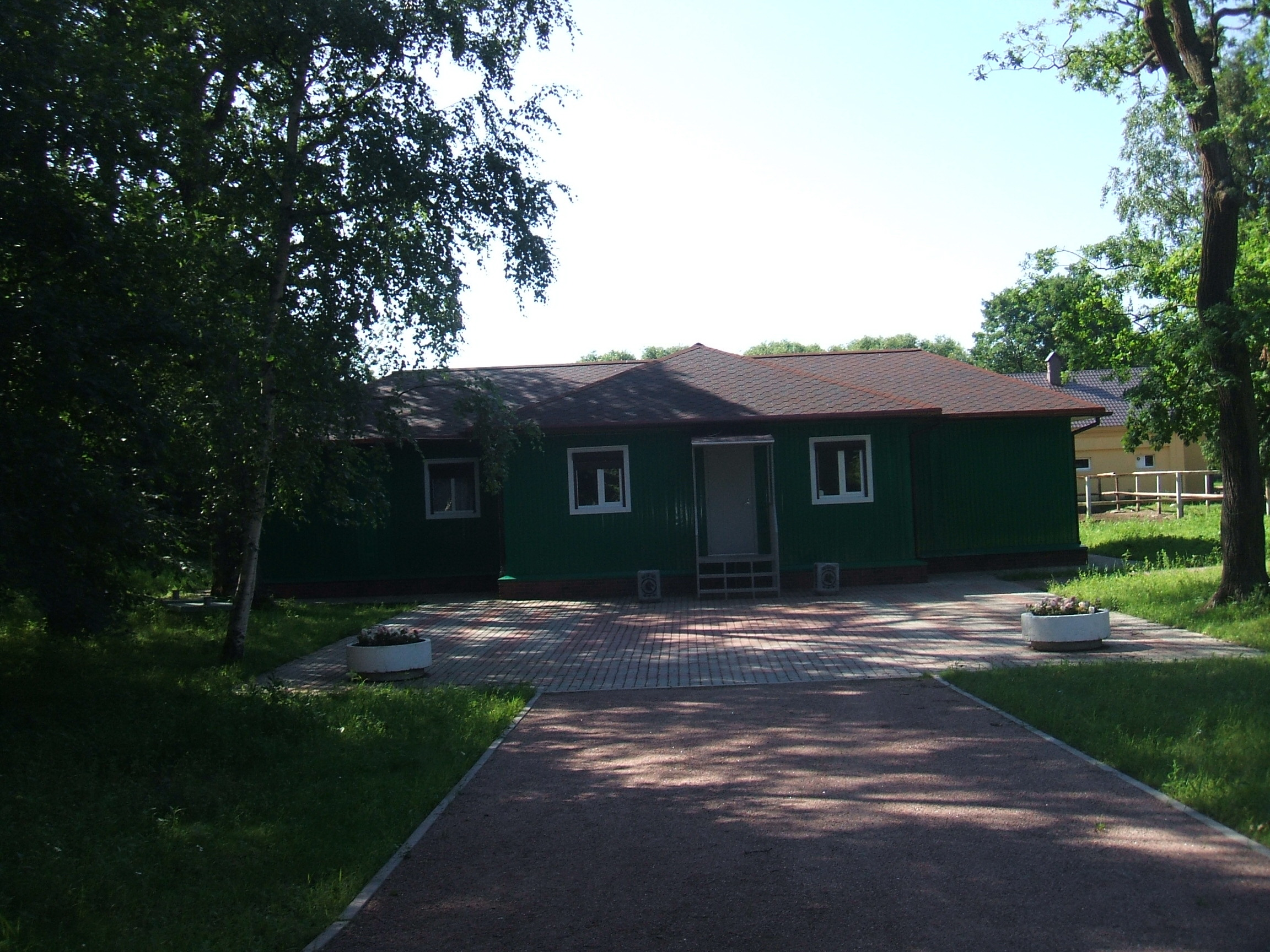
Гостевой домик конюшни
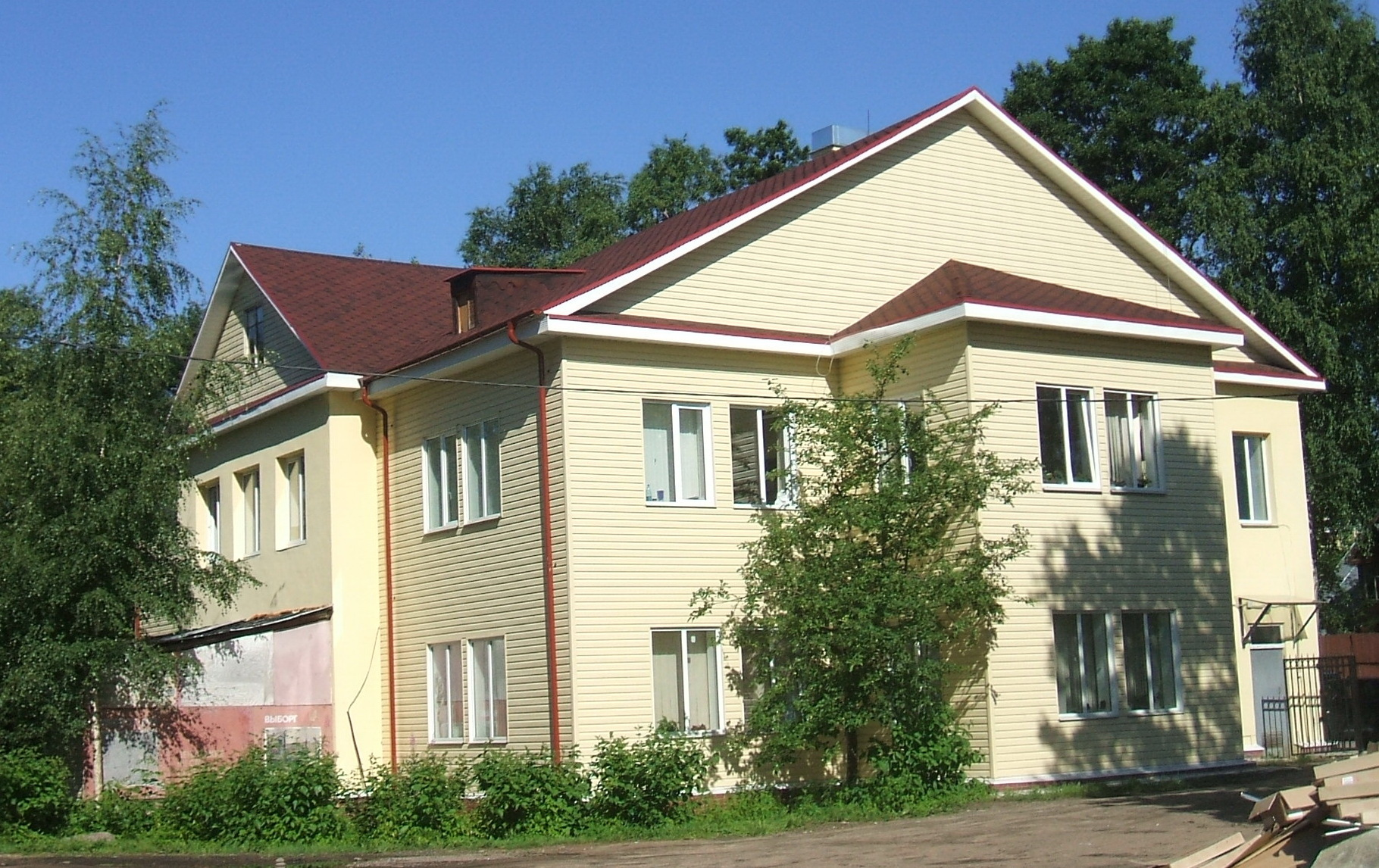
Дворик за правлением парка
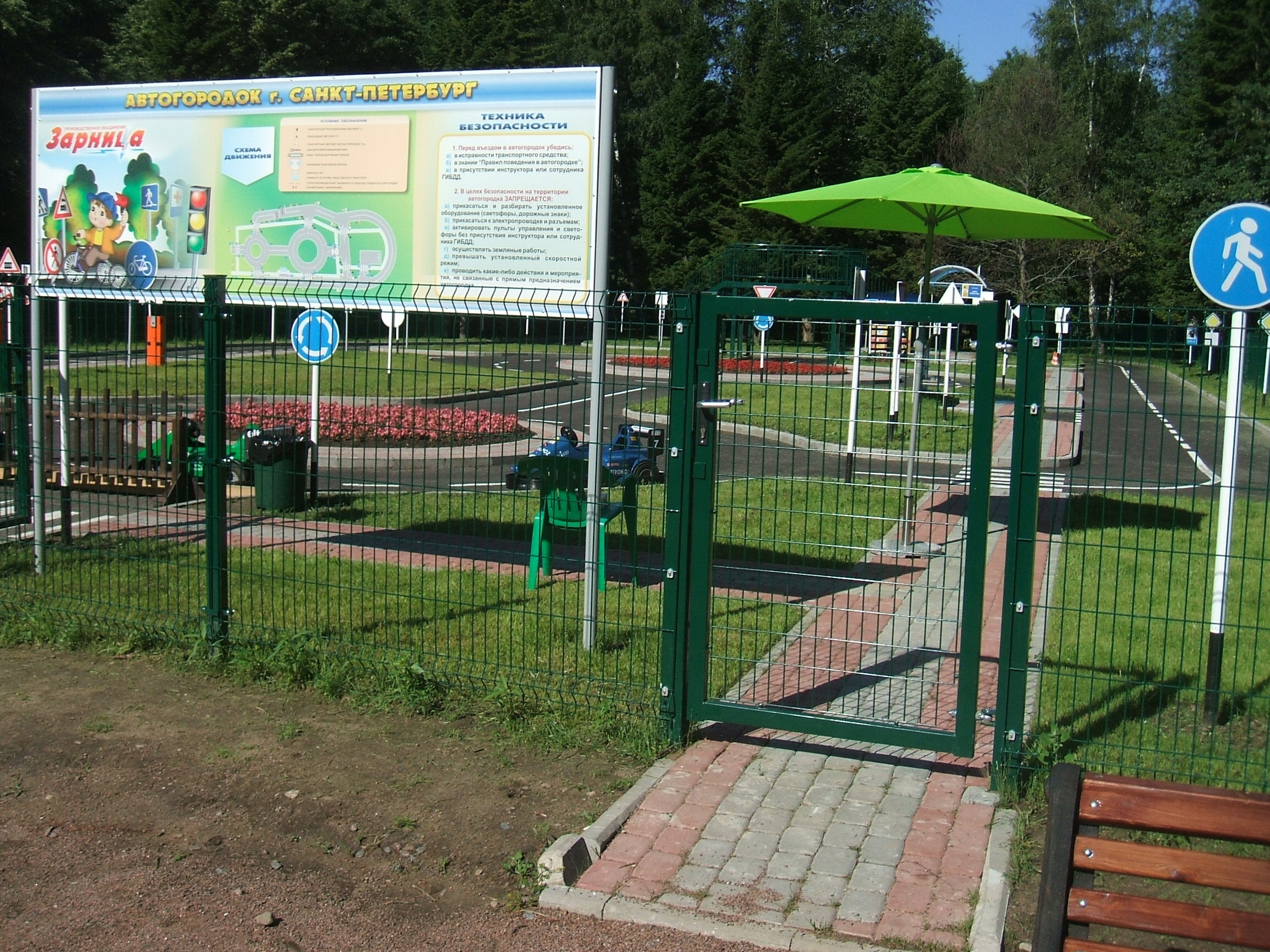
Детский автогородок
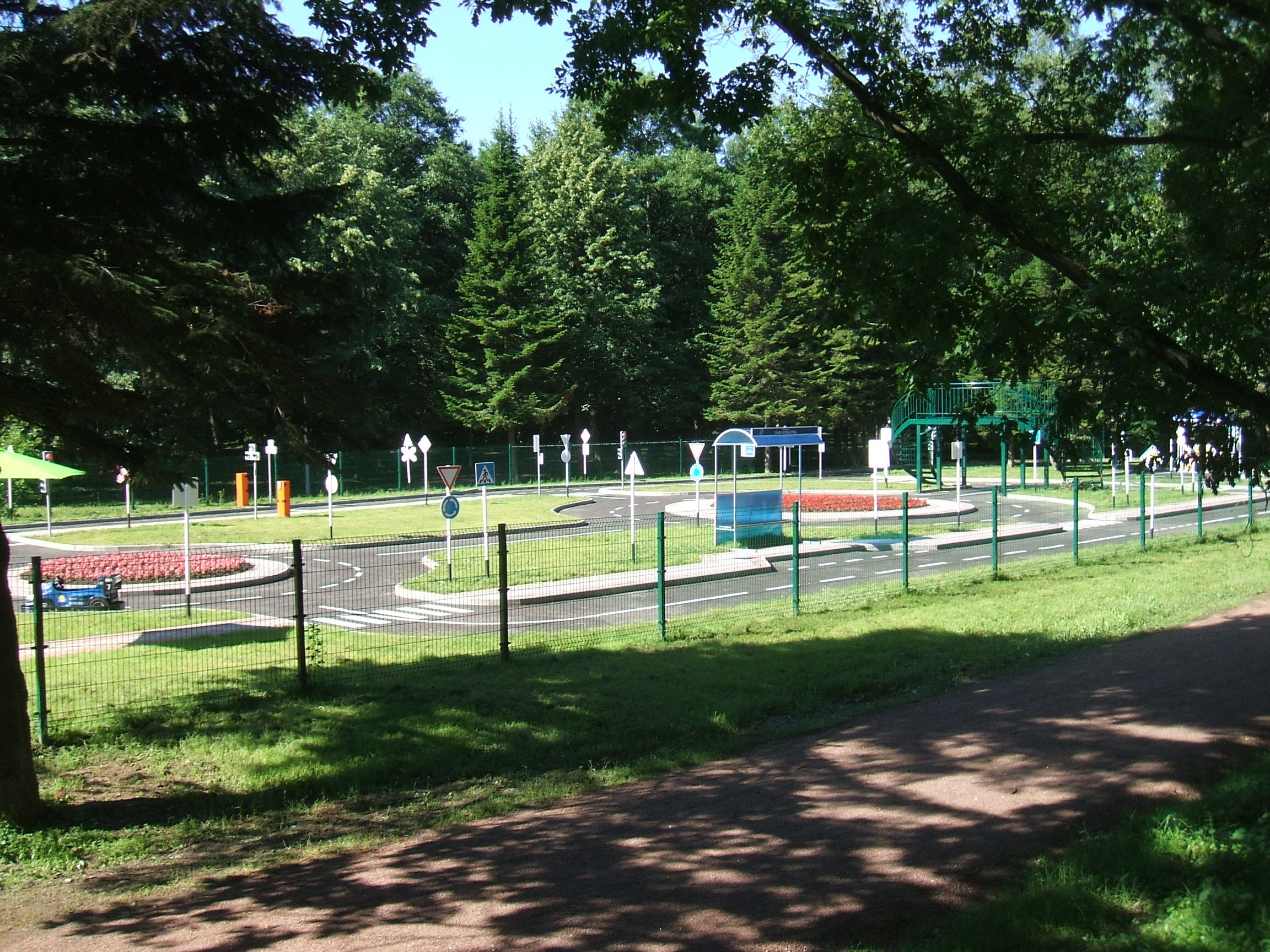
Детский автогородок
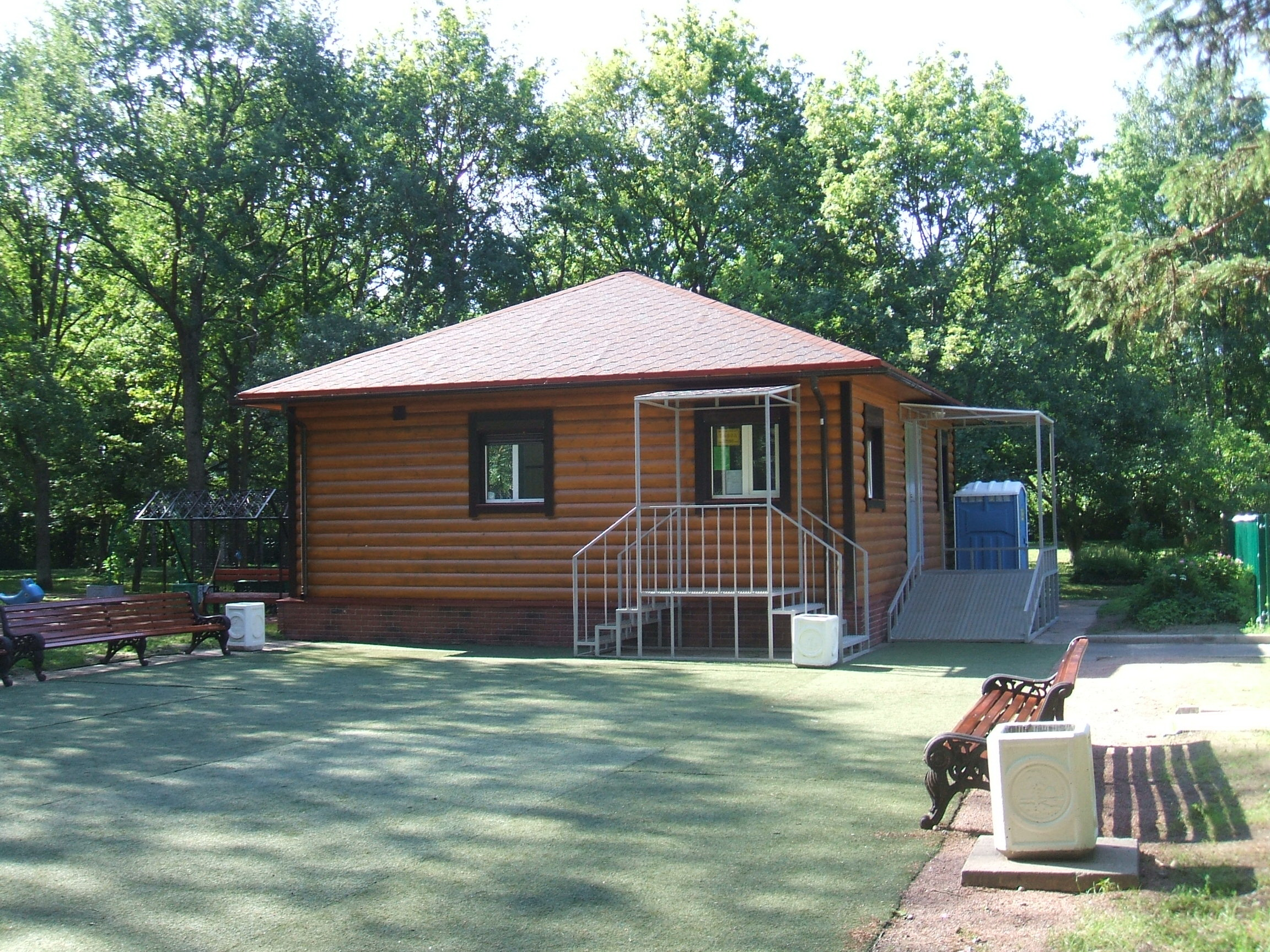
Домик автогородка

## Природа
При высокой культурной освоенности территории парка он сохранил заповедные участки с естественной одичавшей природой, где в больших количествах гнездятся все виды птиц наблюдаемые в регионе см. Сестрорецкий Разлив.
Преобладающие виды высокоствольных растений: дуб, черная ольха, берёза, сосна, ель, ива, липа, осина, тополь, лещина, и др., многие из которых появились по воле человека.
Большое разнообразие травянистой растительности из которой выделяется ветреница белая или Анемона немороза (Anemone nemorosa), произрастающая большими площадями только в данном регионе и ветреница жёлтая или Анемона лютичная (Anemone ranunculoides), встречающаяся небольшими исчезающими куртинками, калужница, чистяк (Ranunculus ficaria), хохлатка средняя (Corydalis intermedia).

Цветковые травянистые растения в парке Сестрорецкие Дубки
Белая ветреница
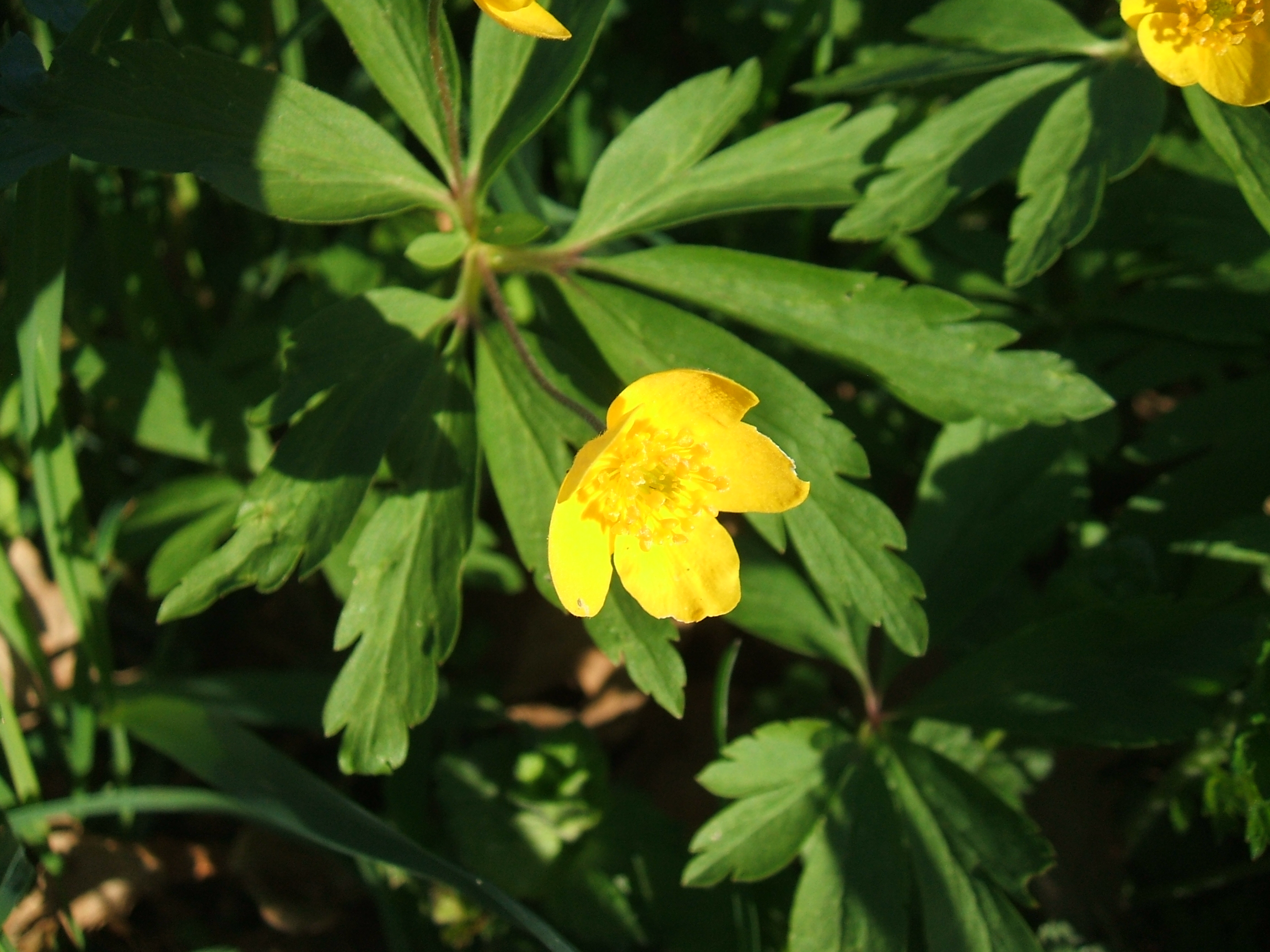
Анемона лютичная
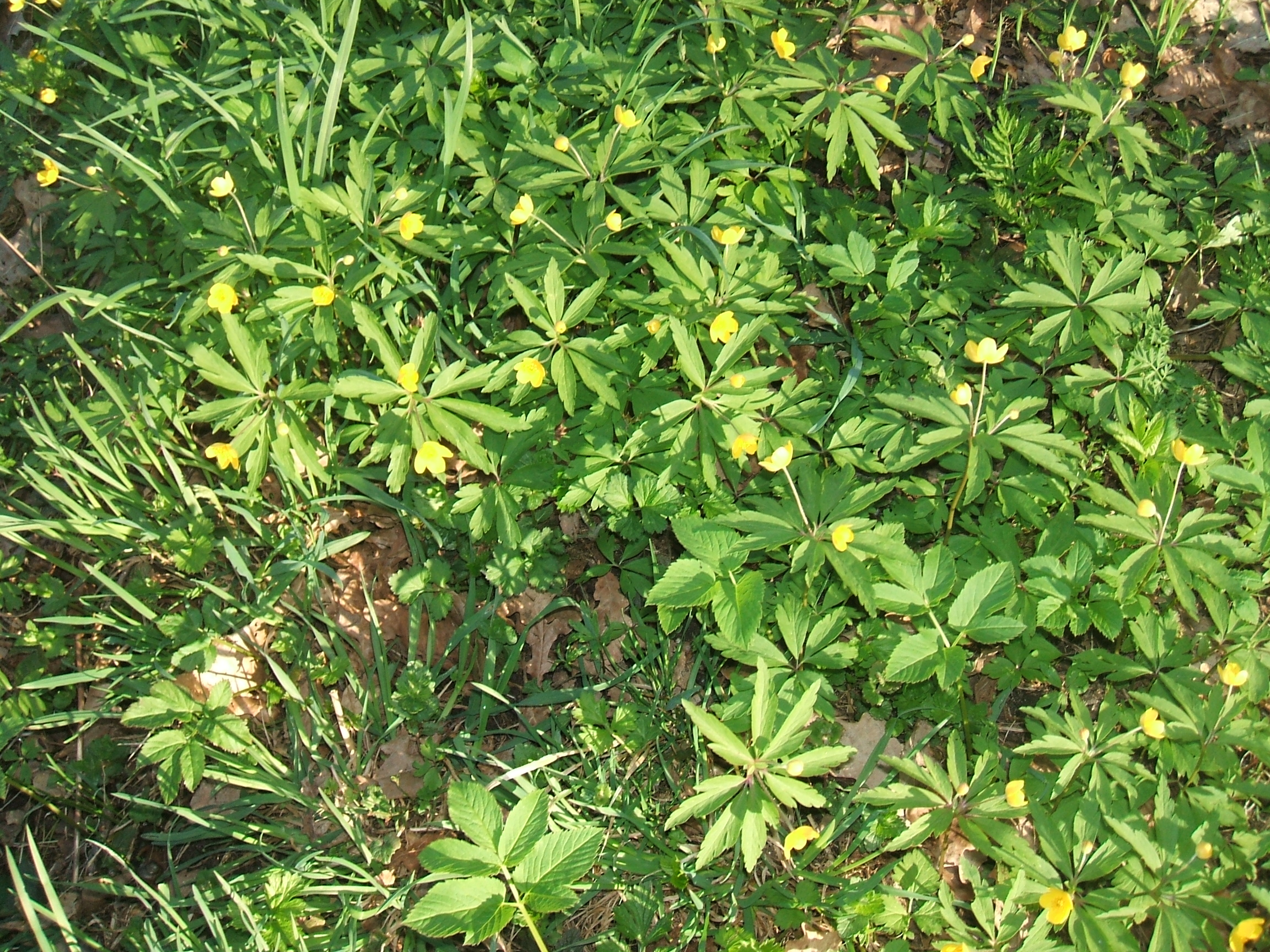
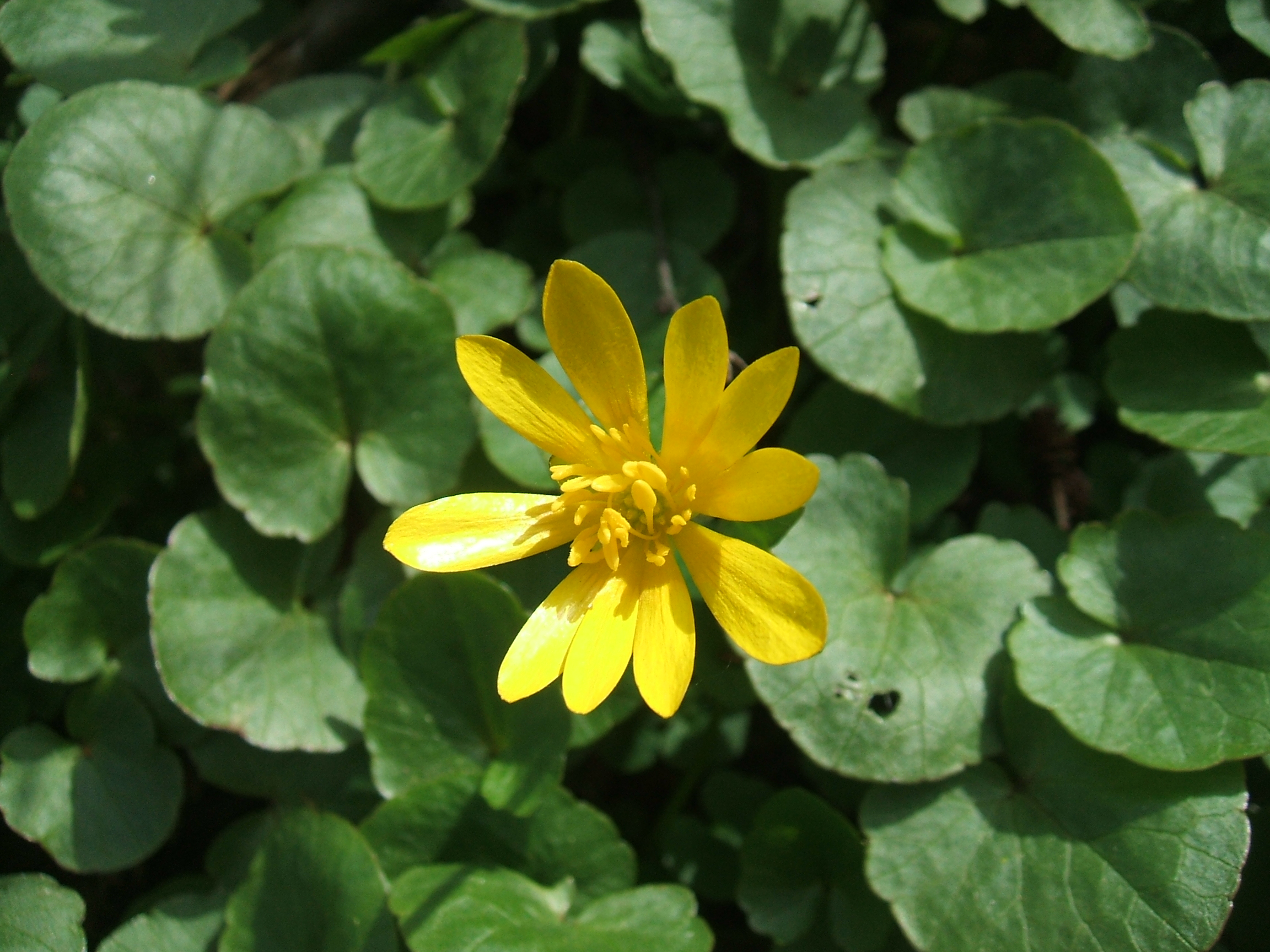
Чистяк
Ranunculus ficaria
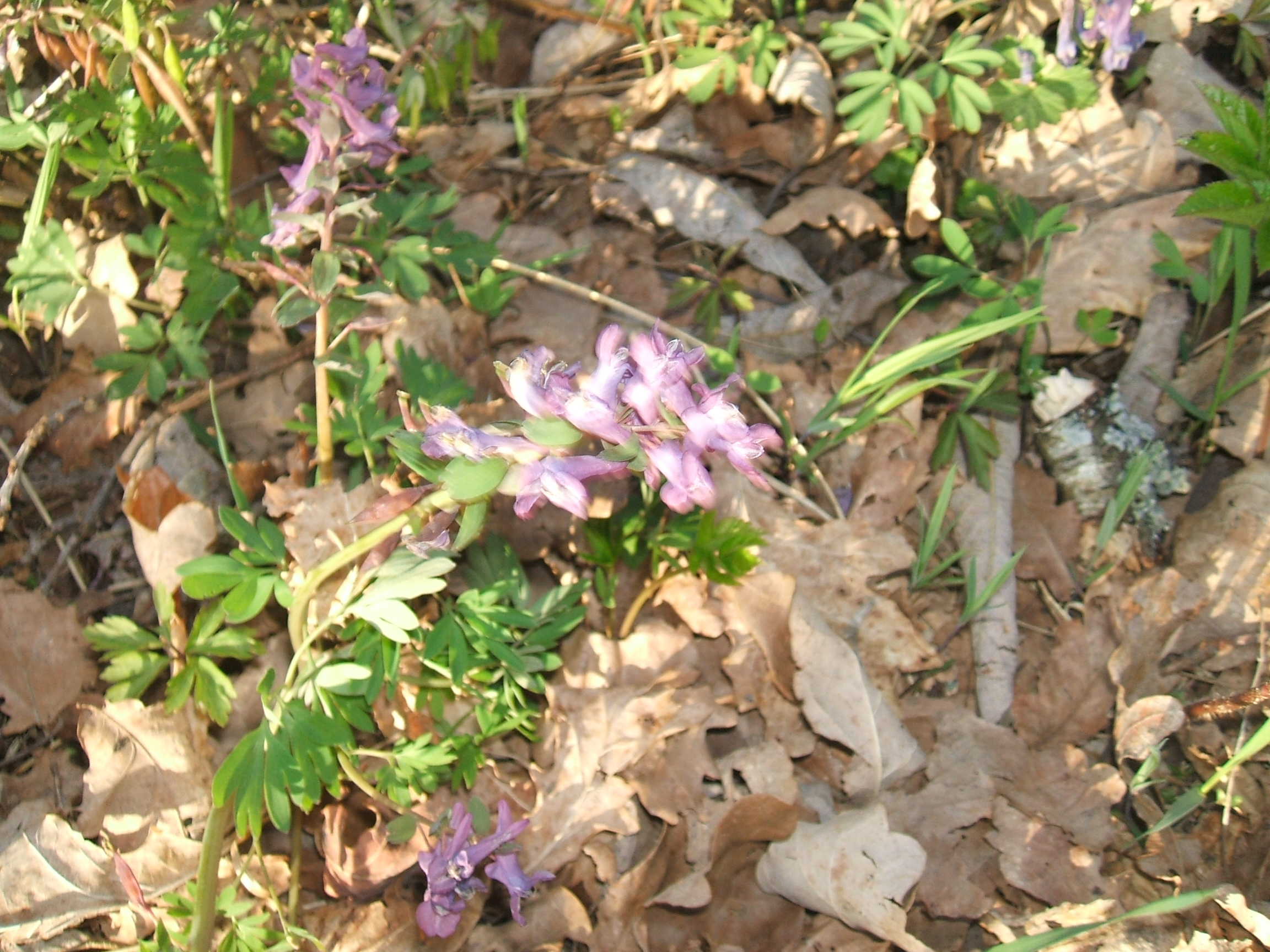
Хохлатка
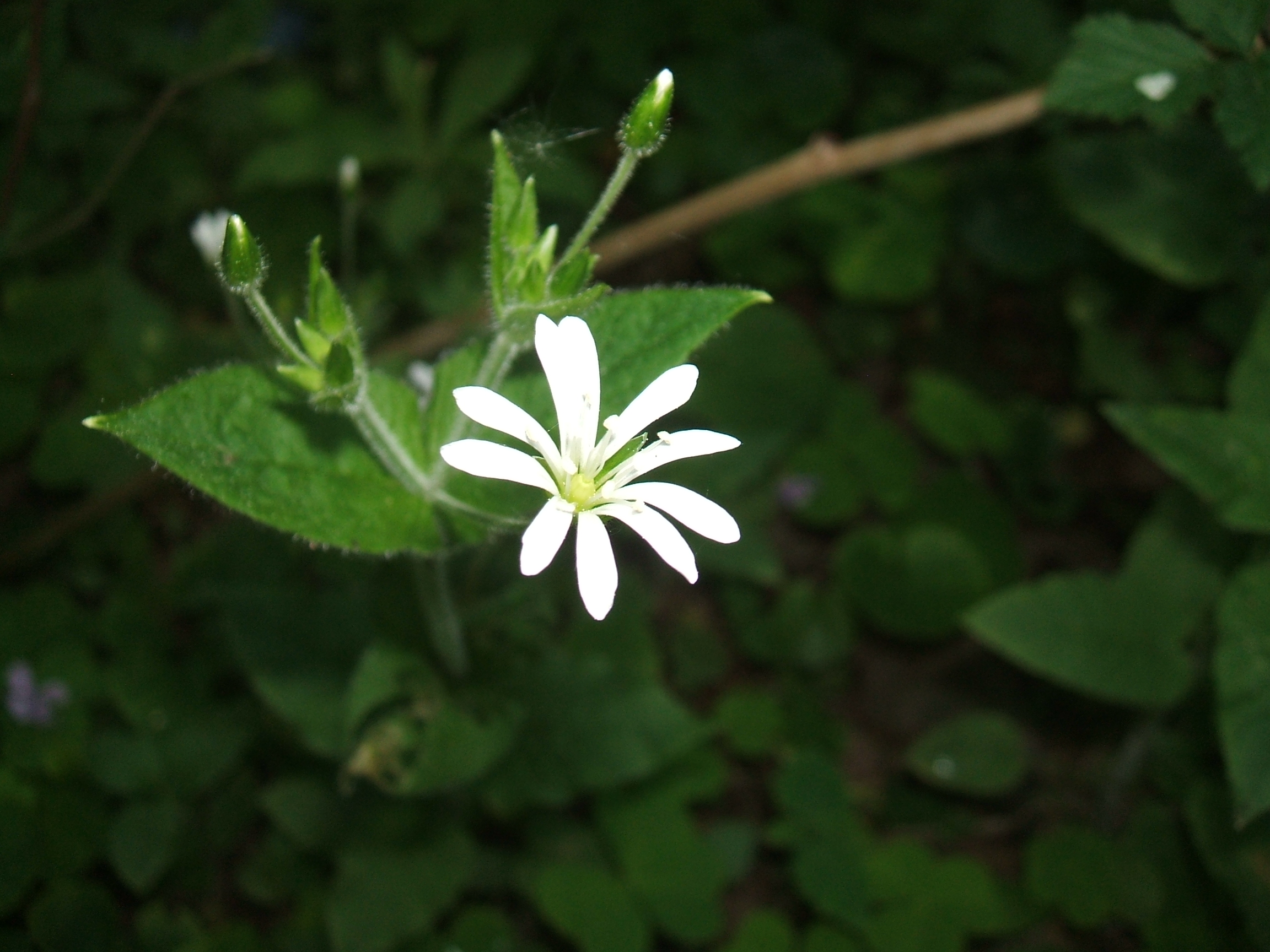
Звездчатка

После бури

Основным объектом является дуб. По годовым кольцам одного из спиленных дубов в парке установлено, что его возраст датируется с 1669 года по 2000 год. Дубовые рощи наблюдаются во многих местах побережья Финского залива и не могли быть все искусственного происхождения. Самый северный ареал дуба черешчатого вид из рода Quercus robur можно объяснить мягкостью климата на берегу моря. Дубы в районе Сестрорецка — Тарховка достигают возраста 600 лет. Не случайно в топонимике названий часто встречаются имена производные от слова дуб (реки, мысы, гряды и т. д.)

### Наводнения в парке[25]
К 1970 году в парке Дубки наблюдения показали, что берег отступает в среднем на 1 м в год, работы по защите берега производились трестом «Ленмостострой» в 1967 году было выделено 6 млн рублей в 1970 г 183 тыс. руб., малый пруд назывался «Золотая рыбка».
В 2011 году впервые были приведены в действие защитные сооружения Санкт-Петербурга от наводнений. Закрытие дамбы вызывает дополнительное поднятие уровня воды в парке на 10 %. В наводнение 29.12.2011 года дамба была закрыта около двух суток. Подъём воды в Сестрорецке составил 2,2 метра (Балтийская система высот). В результате размыто берегоукрепление выполненное в 2010 году.

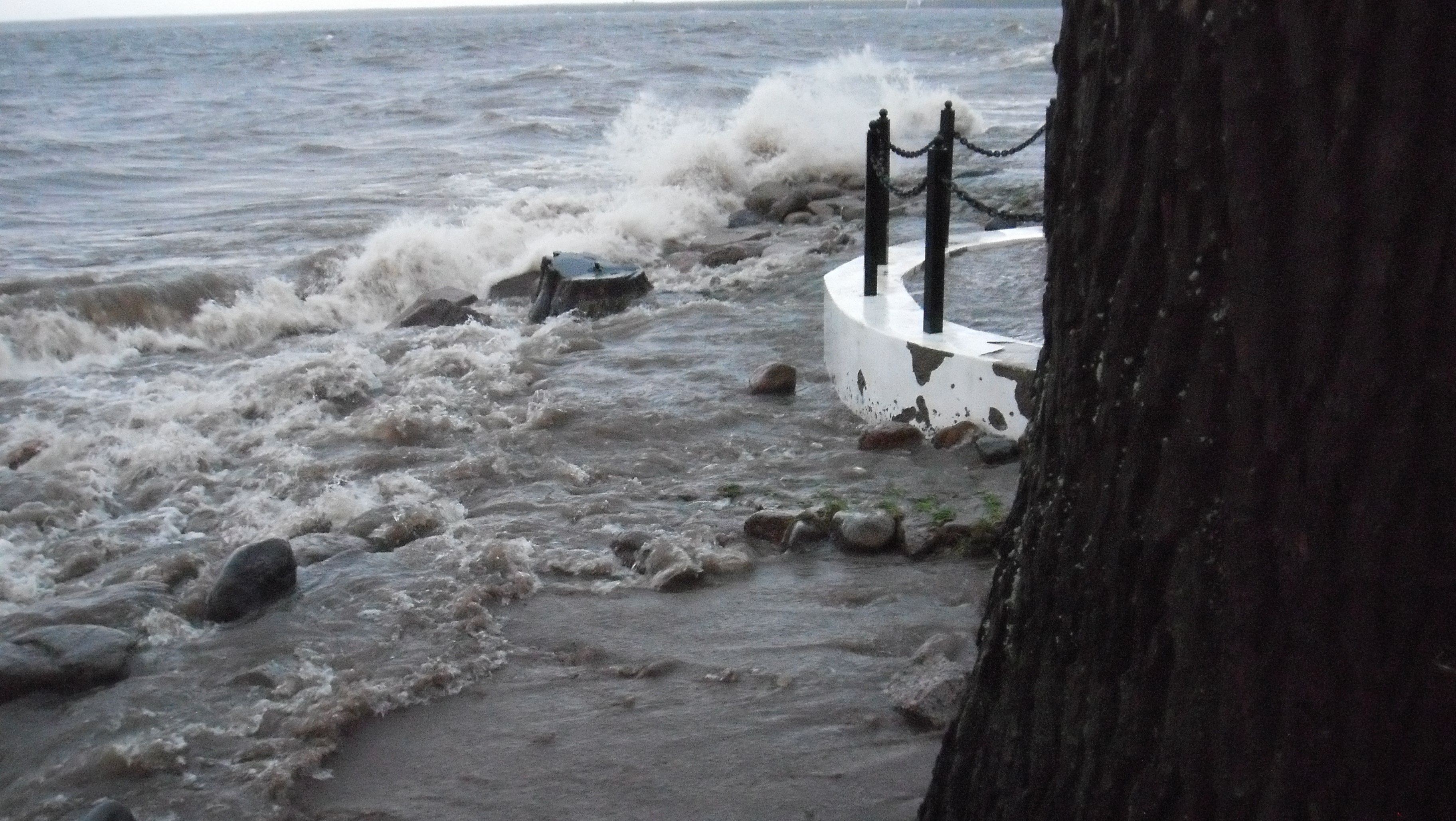
29.12.2011 смотровая на мысе Дубовский
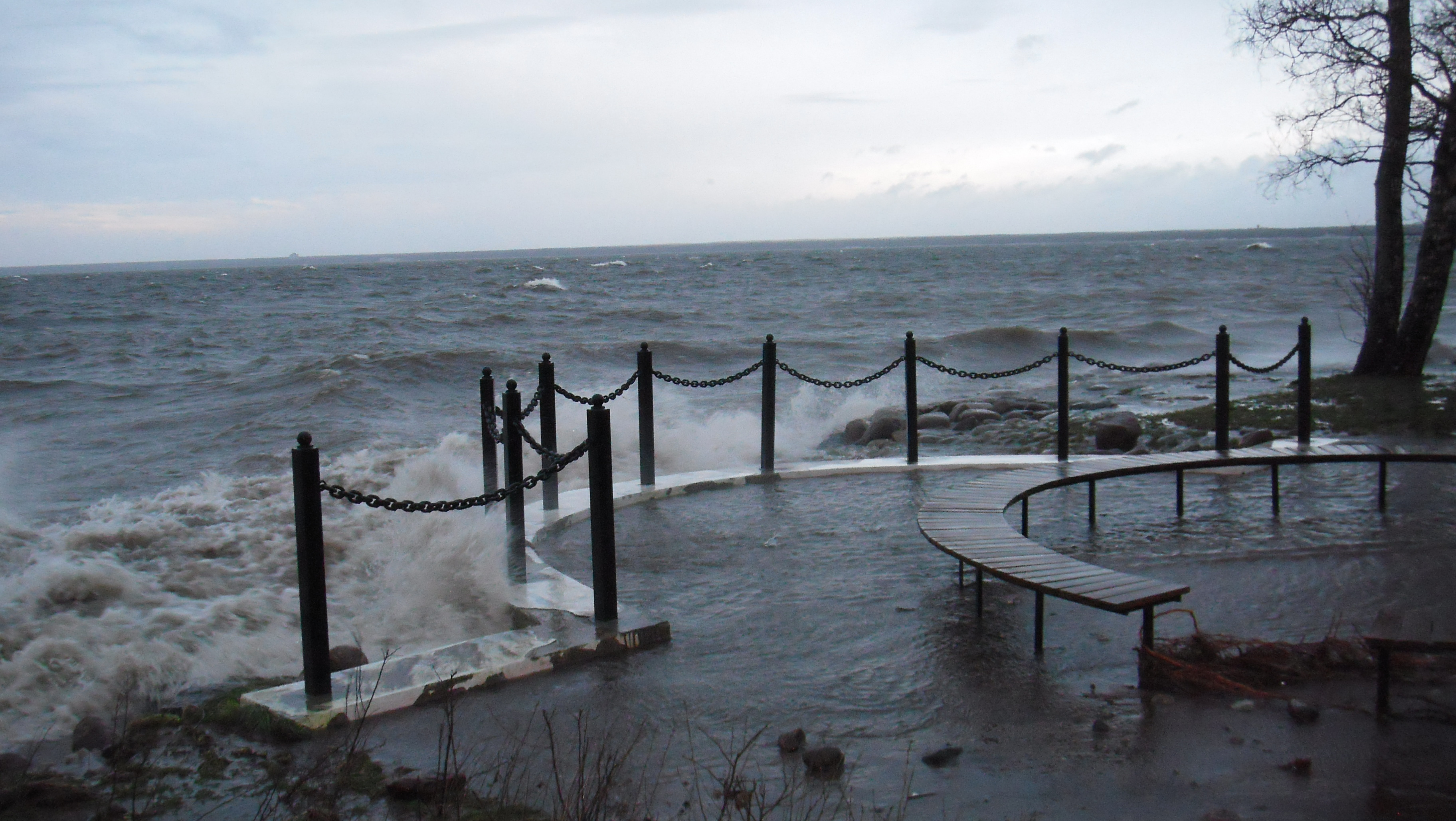
Наводнение в парке Дубки
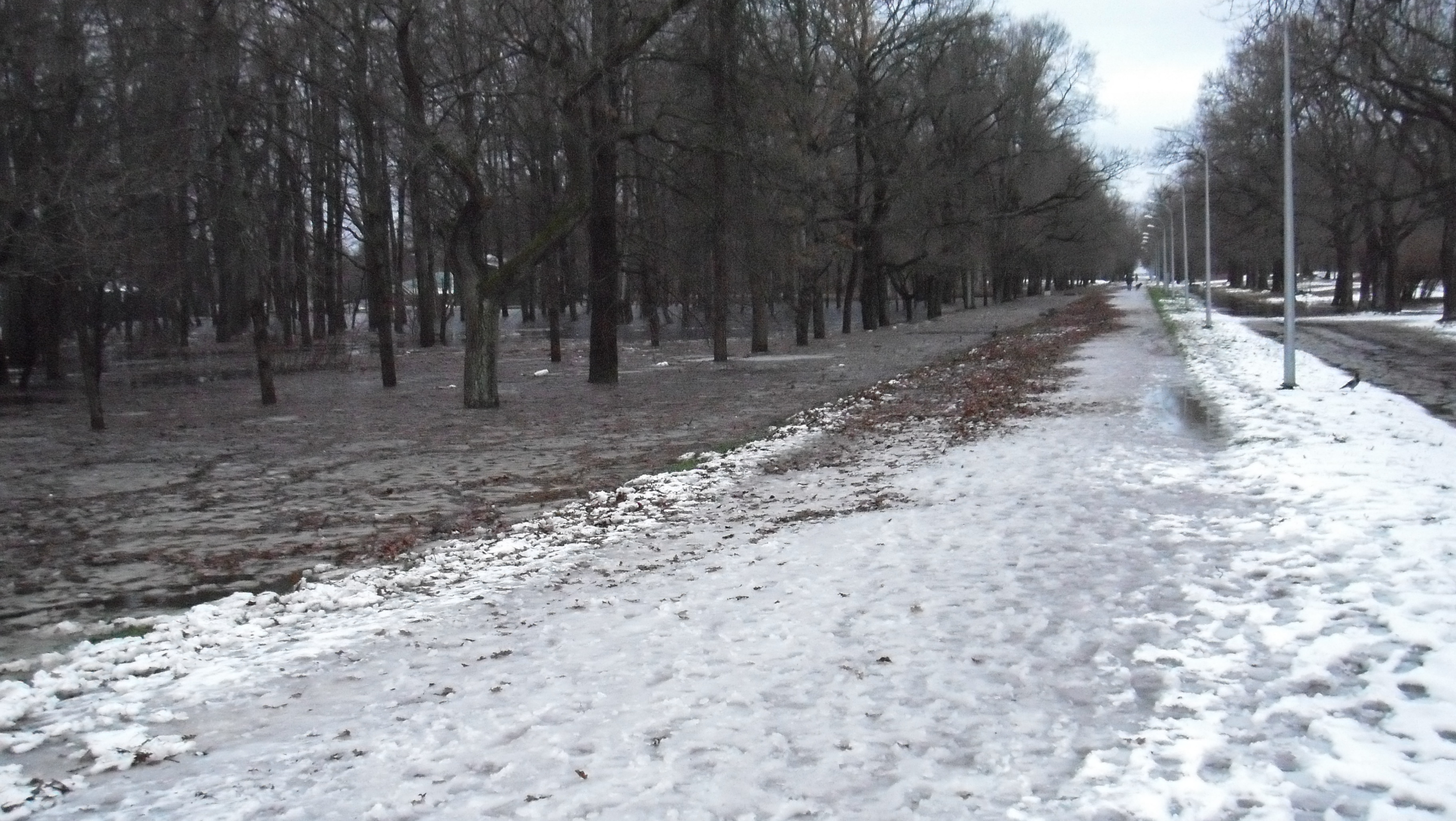
Главная аллея парка Дубки
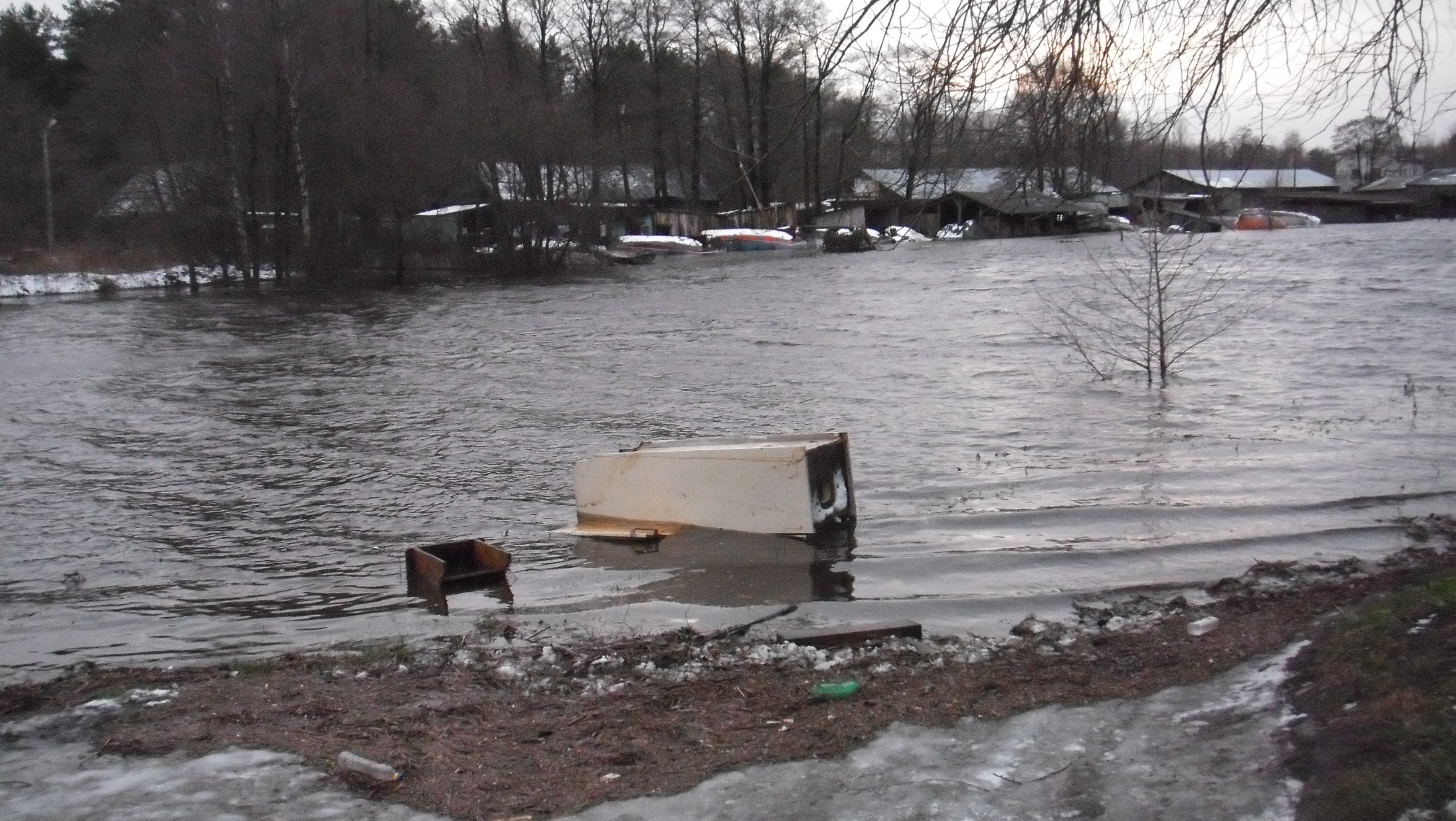
Наводнение на «Шипучке»